# Bob Dylan
Bob Dylan, rodným jménem Robert Allen Zimmerman, hebrejským jménem שבתאי זיסאל בן אברהם [Šabtaj Zisel ben Avraham] (* 24. května 1941 Duluth), je americký písničkář, hudebník, umělec a držitel Nobelovy ceny za literaturu, který už šest desetiletí významně ovlivňuje populární hudbu a kulturu.
Velká část jeho nejproslulejší tvorby pochází ze 60. let, kdy byl považován za neoficiálního kronikáře a (zřejmě proti své vůli)[zdroj?] za vůdčí postavu sociálních nepokojů. Z některých jeho raných písní, jako „Blowin' in the Wind“ nebo „The Times They Are a-Changin'“, si americké hnutí za občanská práva a protiválečné hnutí udělalo skoro hymny. Šestiminutovým singlem „Like a Rolling Stone“, kterým se v roce 1965 rozešel se svými kořeny ve folkové hudbě, proměnil Bob Dylan radikálně definici populární hudby. Za zapojení elektrických hudebních nástrojů sklidil odsudek a kritiku mnoha členů folkového hnutí.
Dylanovy texty se vzpíraly všem konvencím dobové populární hudby a měly velký dopad na rodící se kontrakulturu. Lze v nich najít různé politické, sociální, filozofické a literární vlivy.
I když Dylan zpočátku vycházel z písní Woodyho Guthrieho, Roberta Johnsona a Hanka Williamse staršího a z hudby a projevu Buddyho Hollyho a Little Richarda, později hranice hudebních žánrů překročil a proměnil. Za 50 let své hudební kariéry experimentoval s řadou různých tradic amerického písničkářství – od folku, blues a gospelu, přes rokenrol a rockabilly, k anglickému, skotskému a irskému folku, nevyhnul se ani jazzu a swingu.
Dylan vystupuje s kytarou, klávesami a harmonikou. Od konce 80. let koncertuje s různými hudebníky tak vytrvale, že celé věci se začalo říkat „nekonečné turné“. I když se Dylan během své kariéry hojně věnoval koncertování a nahrávání ve studiu, výjimečný je jako skladatel a textař.
Jako písničkář a hudebník získal Dylan mnoho ocenění včetně Grammy, Zlatého glóbu a Ceny Akademie (Oscar). Byl uveden do Rokenrolové síně slávy, Nashvillské písničkářské síně slávy a Písničkářské síně slávy. Porota Pulitzerovy ceny mu v roce 2008 udělila zvláštní cenu „za výrazný přínos populární hudbě a americké kultuře“. V květnu 2012 obdržel Dylan od prezidenta Baracka Obamy Prezidentskou medaili svobody, nejvyšší civilní vyznamenání Spojených států. V roce 2016 získal Nobelovu cenu za literaturu za to, že našel nový způsob poetického vyjádření, jímž navázal na velkou americkou písňovou tradici (z vyjádření Švédské akademie, která cenu uděluje).
Od roku 1994 Dylan vydal tři knihy kreseb a maleb a jeho práce byly vystaveny ve významných galeriích.

## Život a kariéra

### Původ a hudební začátky
Dylan se narodil jako Robert Allen Zimmerman (v hebrejštině שבתאי זיסאל בן אברהם) v nemocnici Svaté Marie 24. května 1941 v Duluthu ve státě Minnesota. Vyrostl v Hibbingu v Minnesotě v pohoří Mesabi, na západ od Hořejšího jezera. Prarodiče z otcovy strany, Zigman a Anna Zimmermanovi, emigrovali z Oděsy v Ruském impériu (dnešní Ukrajina) do Spojených států po antisemitských pogromech v roce 1905. Prarodiče z matčiny strany, Benjamin a Lybba Edelsteinovi, byli litevští Židé, kteří přijeli do Spojených států v roce 1902. Ve své autobiografii Kroniky I. Dylan píše, že dívčí jméno jeho babičky z otcovy strany bylo kyrgyzské a že její rodina pochází z Karsu v Turecku.
Dylanovi rodiče, Abram Zimmerman (1911–1968) a Beatrice „Beatty“ Stoneová (1915–2000), patřili do malé, ale úzce spjaté židovské komunity. Robert Zimmerman žil do svých šesti let v Duluthu, ale jeho otec onemocněl obrnou a rodina se vrátila do domovského města jeho matky, Hibbingu, kde Zimmerman strávil zbytek dětství. Robert Zimmerman trávil hodně času poslechem rádia – nejprve bluesové a country stanice, které vysílaly ze Shreveportu v Louisianě, později raný rokenrol. Když chodil na Hibbingskou střední školu, založil několik kapel. The Shadow Blasters neměli dlouhého trvání, ale další skupina, Golden Chords, vydržela déle a hrála covery rokenrolových písní Little Richarda a jiné populární písničky. Jejich školní výstup s písní „Rock and Roll Is Here to Stay“ od Danny and the Juniors' byl tak hlasitý, že ředitel musel vytrhnout mikrofon. V roce 1959 bylo ve školní ročence pod jeho fotkou v kolonce „životní cíl“ napsáno: „Přidat se k Little Richardovi.“ Ve stejném roce vystoupil pod pseudonymem Elston Gunn na dvou koncertech s Bobbym Vee, kde hrál na piano a tleskal.
Zimmerman se v září 1959 přestěhoval do Minneapolis a přihlásil se na Minnesotskou univerzitu, kde jeho zájem o folkovou hudbu dostal přednost před rokenrolem. V roce 1985 Dylan vysvětlil, proč na něj folková hudba tak zapůsobila:
"Rokenrol mi prostě nestačil … Má chytlavé fráze a energický rytmus … ale písně nebyly vážné ani neodrážely skutečný život. Když jsem začal s folkem, věděl jsem, že to je vážnější. V těch písních je víc zoufalství, smutku, více jásotu, více víry v nadpřirozeno, jsou v nich daleko hlubší city."

Brzy začal vystupovat v kavárně 10 O'clock Scholar, pár bloků od kampusu, a aktivně se zapojil do místního kruhu folkových hudebníků v Dinkytownu.
V této době se začal Zimmerman představovat jako Bob Dylan. Ve své autobiografii Dylan přiznal, že ho ovlivnil básník Dylan Thomas. V rozhovoru z roku 2004 Dylan poznamenal: „Víte, narodíte se se špatnými jmény, špatnými rodiči. To se prostě stává. Dáte si jméno, jaké chcete, abyste měli. Tohle je svobodná země.“

### 60. léta

#### Přestěhování do New Yorku a nahrávací smlouva
Dylan nechal vysoké školy na konci prvního ročníku. V lednu 1961 odcestoval do města New York v naději, že tam bude vystupovat a že navštíví svůj hudební vzor, Woodyho Guthrieho, který byl s Huntingtonovou chorobou v psychiatrické léčebně Greystone Park. Guthrie byl pro Dylana zjevení a měl největší vliv na jeho raná vystoupení. Dylan o jeho významu později napsal: „V samotných písních byl nekonečný proud lidskosti … byl pravým hlasem amerického ducha. Řekl jsem si, že budu Guthrieho největší žák.“ Dylan navštívil Guthrieho v nemocnici a spřátelil se s jeho přívržencem Ramblin' Jack Elliotem. Velká část Guhrieho repertoáru byla prezentována přes Elliotta a Dylan mu vzdal hold v Kronikách (2004).
Od února 1961 Dylan hraje v různých klubech po Greenwich Village. Spřátelil se s mnoho folkovými zpěváky a přebíral od nich materiál. Byli mezi nimi například Dave Van Ronk, Fred Neil, Odetta, The New Lost City Ramblers nebo irští hudebníci Tommy Makem and the Clancy Brothers. Dylan později označil Liama Clancyho za „nejlepšího zpěváka balad, kterého kdy slyšel.“ V září si Dylan vysloužil nějakou pozornost veřejnosti poté, co Robert Shelton napsal pozitivní recenzi do The New York Times na vystoupení v kavárně Gerde's Folk City. Ve stejném měsíci Dylan hrál na harmoniku na eponymním třetím albu Carolyn Hesterové. Talent, který zde ukázal, zaujal producenta Johna Hammonda. Hammond v říjnu upsal Dylana Columbia Records. Jeho první album pro Columbia Records, Bob Dylan (1962), se skládalo ze známých folkových, bluesových a gospelových skladeb, které doplnily dvě původní. Album moc úspěšné nebylo, za první rok se prodalo pouze 5 000 kopií, což bylo přesně tolik, kolik bylo potřeba k pokrytí nákladů. Někteří lidé z Columbia Records zpěváka označovali za „Hammondovu bláhovost“ a doporučovali mu, aby smlouvu zrušil. Hammond ale Dylana urputně bránil. V březnu 1962 Dylan přispěl harmonikou a doprovodnými vokály k albu Three Kings and the Queen a doplnil tak Victorii Spiveyovou a Big Joe Williamse v nahrávání pro Spivey Records. Dylan během doby, kdy pracoval pro Columbia Records, také nahrál několik písní pod pseudonymem Blind Boy Grunt pro Broadside Magazine, což byl časopis o folkové hudbě a nahrávací společnost. V roce 1964 Dylan použil pseudonym Bob Landy, když přispěl svou hrou na piano k nahrávání sbírkového alba The Blues Project, které vydalo Elektra Records. V roce 1964 hrál Dylan na harmoniku pod pseudonymem Tedham Porterhouse na albu hudebníka Ramblin' Jack Elliotta, které neslo název Jack Eliott.

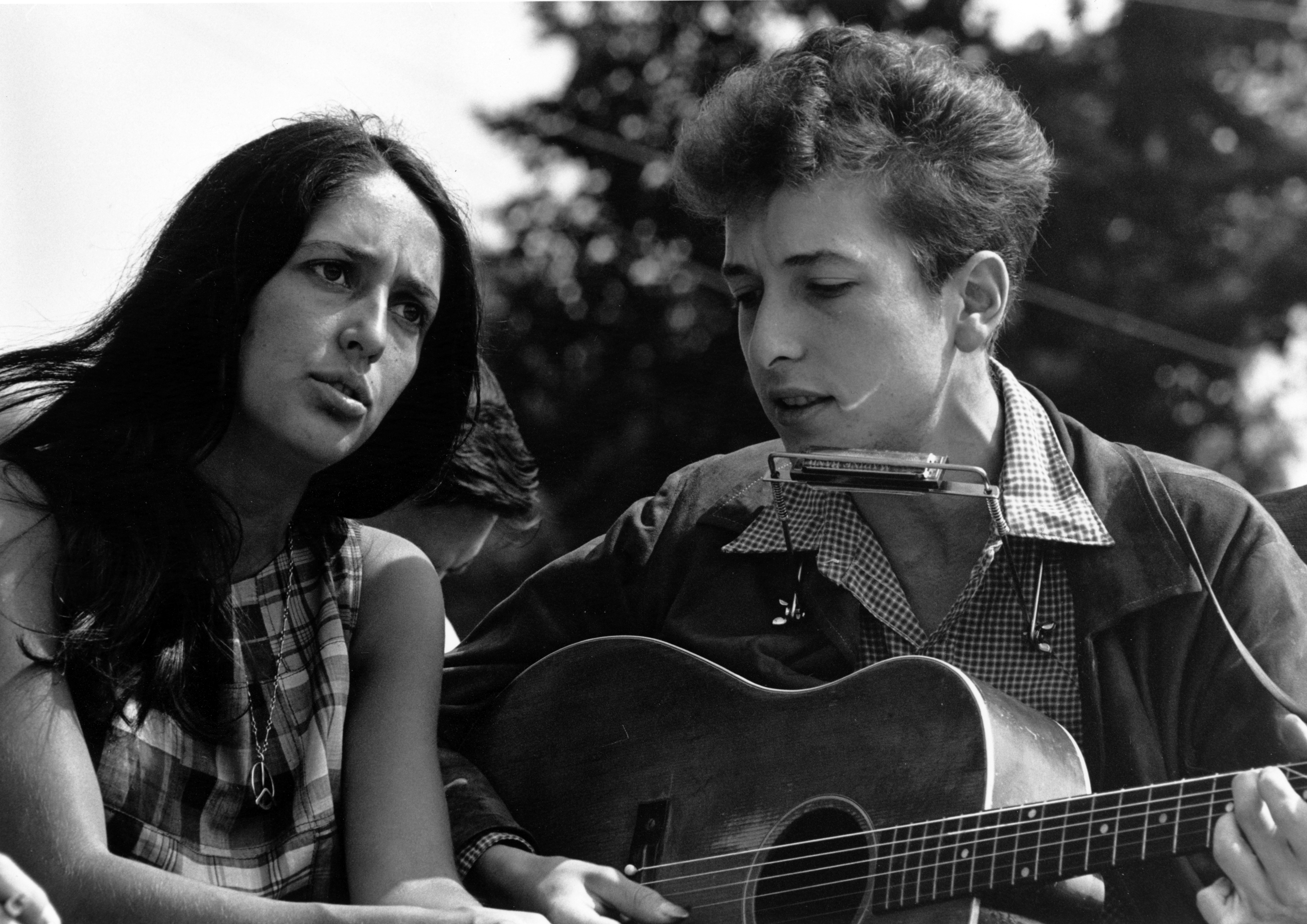
S Joan Baez během „Pochodu na Washington za práci a svobodu“, 28. srpen 1963

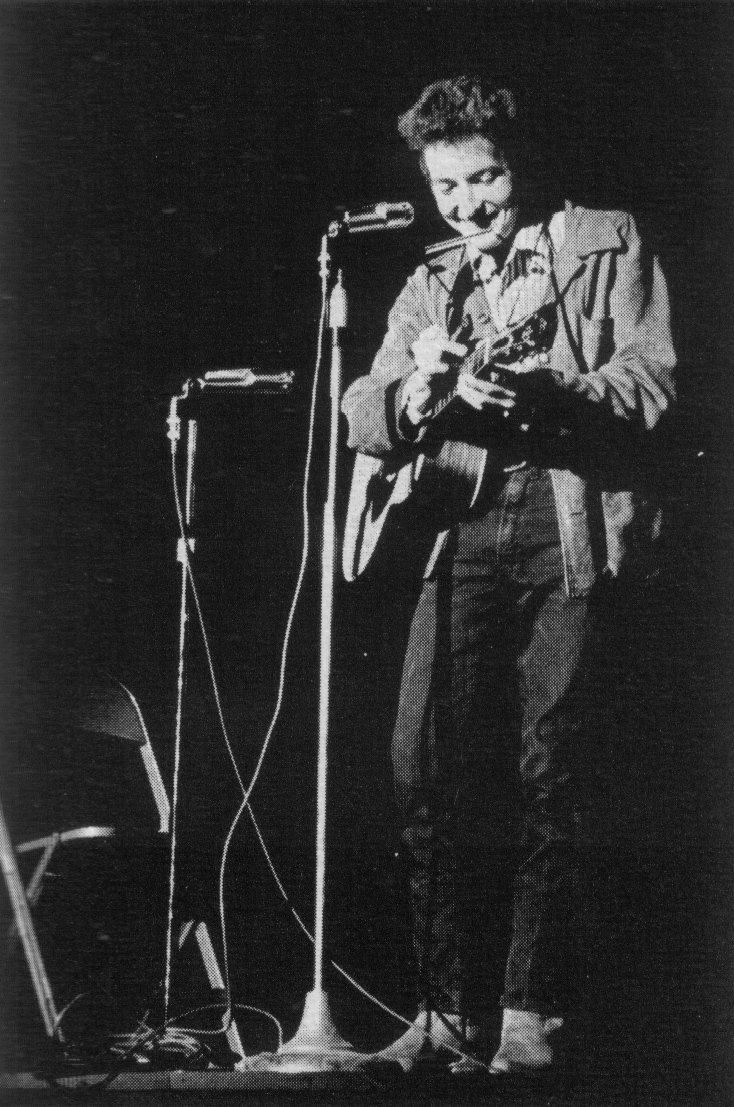
Bob Dylan v listopadu 1963

V srpnu 1962 učinil Dylan dva důležité kroky ve své kariéře, když si nechal právně změnit své jméno na Bob Dylan a podepsal manažerskou smlouvu s Albertem Grossmanem. Grossman byl Dylanovým manažerem až do roku 1970. Byl známý svou konfrontační povahou a sveřepou ochranářskou loajalitou vůči svému hlavnímu klientovi. Dylan později o Grossmanovi řekl: „Byl něco jako plukovník Tom Parker (pozn.: manažer Elvise Presleyho)… doslova jste cítili, když přichází.“ Napětí mezi Grossmanem a Johnem Hammondem vedlo k tomu, že se na producentské židli pro druhé Dylanovo album vystřídal mladý afroamerický jazzový producent Tom Wilson.
Od prosince 1962 do ledna 1963 byl Dylan na své první cestě do Spojeného království. Pozval ho televizní ředitel Philip Saville, aby se objevil v dramatu The Madhouse on Castle Street, které Saville režíroval pro televizní společnost BBC. Na konci hry Dylan zahrál „Blowin' in the Wind“, což bylo jedno z prvních uvedení písně před velkým publikem. Filmový záznam hry BBC v roce 1968 zničilo. V Londýně Dylan vystoupil v několika folkových klubech, včetně Les Cousins a Bunjies. Také se naučil nové písně od několika britských interpretů, včetně Martina Carthyho.
Dylan si v době, kdy mu v květnu 1963 vyšlo druhé album The Freewheelin' Bob Dylan, začal dělat jméno jako zpěvák i písničkář. Mnoho písní z tohoto alba bylo označeno za protestsongy. Jejich inspirací byl zčásti Guthrie a ovlivnila je i vášeň Peta Seegera pro tematické písně. Například píseň „Oxford Town“ byla cynickou úvahou nad martyriem Jamese Mereditha jakožto prvního černého studenta na Mississippské univerzitě (University of Mississippi).
Melodie jeho nejslavnější písně té doby, „Blowin' in the Wind“, vycházela z melodie tradiční otrokářské písně „No More Auction Block“. Její text ale zpochybňoval sociální a politické status quo. Píseň se dočkala mnoha přepracování a stala se mezinárodním hitem tria Peter, Paul and Mary, což se stalo precedentem pro další umělce, jejichž coververze Dylanových písní pak rovněž bodovaly v hitparádách. „A Hard Rain's a-Gonna Fall“ byla založena na nápěvu tradiční folkové balady „Lord Randall“. Díky svému skrytému odkazu na jadernou apokalypsu získala ještě větší pozornost poté, co pouze několik týdnů po jejím uvedení před veřejností vypukla kubánská raketová krize. Stejně jako Blowin' in the Wind“ i „A Hard Rain's a-Gonna Fall“ znamenala důležitý nový směr v moderním psaní písní, když smísila proud vědomí a imagistický lyrický útok s tradiční folkovou formou.
I když právě tematické písně zpočátku upevňovaly Dylanovo renomé, Freewheelin' obsahovalo i směs zamilovaných písní a hravého, surreálně odříkávaného blues. Humor byl velkou součástí Dylanovy povahy a rozsah materiálu na albu ohromila mnoho posluchačů, včetně The Beatles. George Harrison řekl: „Přehrávali jsme si to pořád dokola až do omrzení. Text a jeho přístup… bylo to neuvěřitelně originální a báječné.“
Obhroublý Dylanův zpěv byl některým prvním posluchačům nepříjemný, ale jiné přitahoval. Joyce Carol Oatesová, když popisovala dopad, který měl Dylan na ni a jejího manžela, napsala: „Když jsem poprvé slyšela tento neotesaný, velmi mladý a zdánlivě necvičený hlas, výrazně nosový, asi jako kdyby smirkový papír uměl zpívat, účinek byl dramatický a elektrizující.“ Mnoho z jeho nejslavnějších prvních písní se dostalo mezi publikum díky stravitelnějším verzím jiných vystupujících, jako byla Joan Baez, která se stala Dylanovou stoupenkyní a milenkou. Tím, že Baez nahrála některé jeho rané písně a zvala ho na pódium během svých koncertů, měla zásluhu na Dylanově národní i mezinárodní důležitosti.
Mezi jinými, kdo v půlce 60. nazpívali Dylanovy písně a učinili z nich své hity, byli The Byrds; Sonny and Cher; The Hollies; Peter, Paul and Mary; The Association; Manfred Mann a The Turtles. Většinou se jim pokoušeli propůjčit popovější feeling a rytmus, zatímco Dylan a Baez je povětšinou podávali jako folkové písně. Coververze začaly být tak všudypřítomné, že CBS začala Dylana propagovat s dodatkem: „Nikdo nezpívá Dylana jako Dylan.“
„Mixed Up Confusion“, která byla nahrána s doprovodnou kapelou při sezeních nad Freewheelin’, byla vydána jako singl a pak rychle stažena. Na rozdíl od povětšinou sólo‑akustických skladeb na albu, singl ukazoval ochotu experimentovat s rockabilly. Cameron Crowe to popsal jako „fascinující pohled na folkového umělce, který se myslí uchyluje k Elvisovi Presleymu a Sun Records.“

#### Protest aAnother Side
V květnu 1963 přišel na přetřes Dylanův politický profil, když odešel z The Ed Sullivan Show. Během zkoušek informoval Dylana „šéf kontroly pořadů CBS“, že píseň, se kterou se chystá vystoupit, „Talkin' John Birch Paranoid Blues“, by mohla urazit John Birch Society. Dylan, než aby se podvolil cenzuře, raději odmítl v pořadu vystoupit.
V této době se Dylan s Baez stali předními představiteli hnutí za lidská práva, společně zazpívali na washingtonském pochodu 28. srpna 1963. Dylanovo třetí album The Times They Are a-Changin' ukázalo více politickou a cynickou Dylanovu stránku. Písně si často braly za téma soudobé, skutečné příběhy. „Only a Pawn in Their Game“ se zabývala vraždou bojovníka za lidská práva Medgara Everse a Brechtovská „The Lonesome Death of Hattie Carroll“ vraždou černé hotelové barmanky Hattie Carrollové, kterou spáchal mladý bílý prominent William Zantzinger. Obecnější témata zpracovávaly „Ballad of Hollis Brown“ a „North Country Blues“, které popisovaly zoufalství vyplývající ze zhroucení farmářských a těžebních komunit. Politické písně byly doplněné dvěma osobními zamilovanými písněmi, „Boots of Spanish Leather“ a „One Too Many Mornings“.
Koncem roku 1963 se Dylan cítil zmanipulovaný a omezovaný folkovými a protestními hnutími. Toto napětí veřejně publikoval při přebírání Ceny Toma Painea od Národního výboru pro občanské svobody (National Emergency Civil Liberties Committee), krátce po atentátu na Johna F. Kennedyho. Opilý Dylan neomaleně zpochybnil roli výboru, jeho členy popsal jako „staré a plešatějící“ a prohlásil, že v údajném Kennedyho vrahovi Lee Harvey Oswaldovi vidí něco ze sebe (stejně jako v každém jiném člověku).

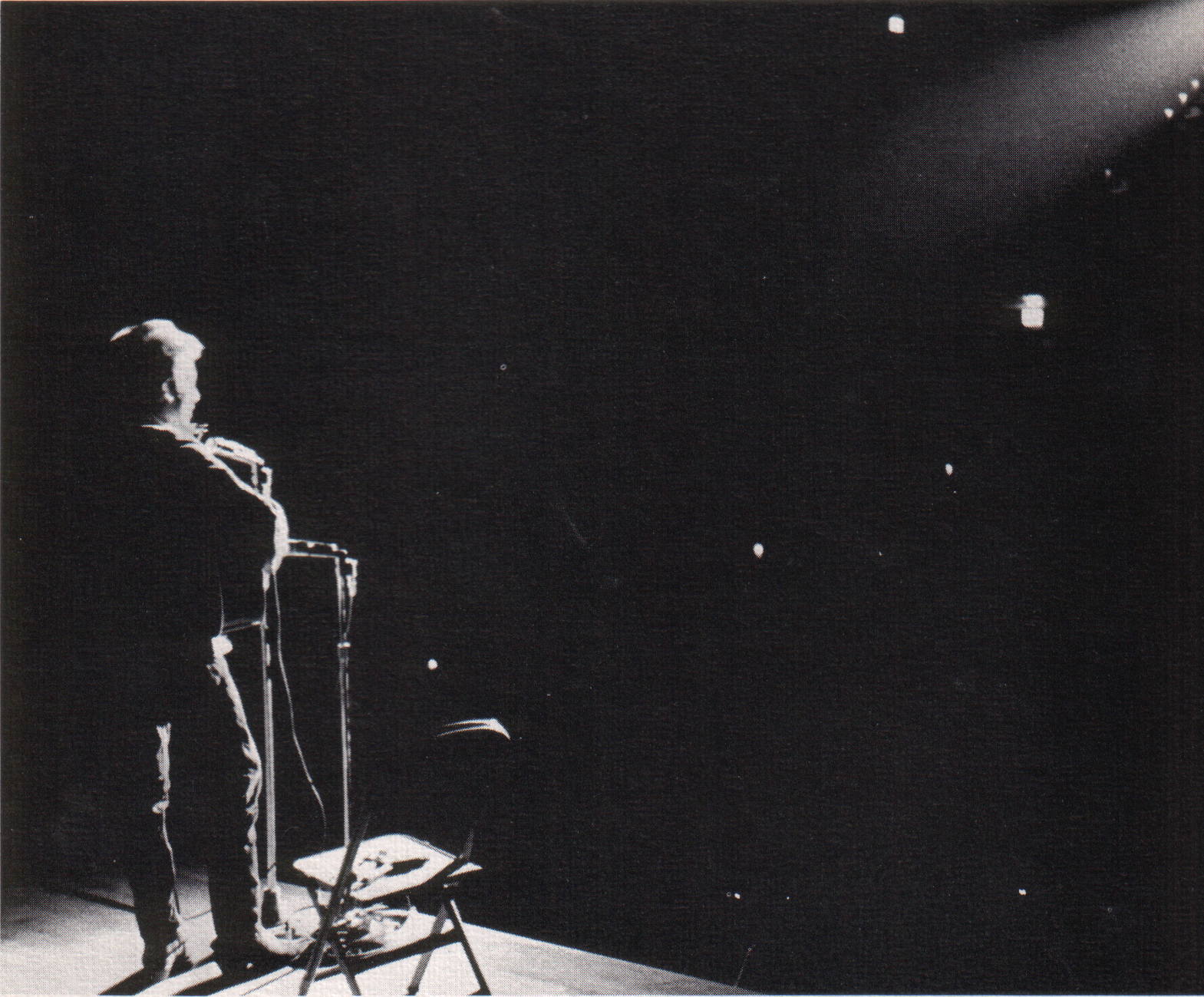
Bobby Dylan, jak ho jmenuje vysokoškolská ročenka: St. Lawrence University, stát New York, listopad 1963

Album Another Side of Bob Dylan, nahrané za jediný červnový večer roku 1964, bylo odlehčenější než jeho předchůdce. V písních jako „I Shall Be Free #10“ a „Motorpsycho Nightmare“ se vrátil surrealistický, žertující Dylan. „Spanish Harlem Incident“ a „To Ramona“ jsou romantické, naléhavé zamilované písně, zatímco „Black Crow Blues“ a „I Don't Believe You (She Acts Like We Never Have Met)“ naznačují následné rokenrolové období Dylanovy hudby. „It Ain't Me Babe“, která se navenek tváří jako píseň o zhrzené lásce, byla charakterizována jako Dylanovo odmítnutí role, která mu byla vštípena. Jeho nové směřování signalizovaly dvě dlouhé písně: impresionistická „Chimes of Freedom“. Tento metaforický styl Allen Ginsberg později charakterizoval jako „řetězec záblesků obrazů“. Druhou byla „My Back Pages“, která útočila na zjednodušenost a „převážnělost“ jeho raných tematických písní a předvídala odpor, který měl v budoucnu přijít od jeho příznivců poté, co nabral nový směr.
Ke konci roku 1964 a v roce 1965 se Dylanovo vystupování a hudební styl rapidně změnily s tím, jak se přeměnil z předního soudobého písničkáře folkové scény ve folkrockovou hvězdu popmusic. Své ošuntělé džíny a pracovní košile vyměnil za šatník z Carnaby Street, sluneční brýle, které nosil dnem i nocí, a špičaté „Beatles boty“. Londýnský novinář napsal: „Vlasy, ze kterých hřeben zatíná zuby. Křiklavé tričko, které by zastínilo i neony na Leicester Square. Vypadá jako podvyživený kakadu.“ Dylan také začal se svým zvláštním stylem vedení rozhovorů. Když vystupoval v televizním pořadu Lese Cranea a dostal otázku, jaký film se chystá natáčet, řekl Craneovi, že to bude kovbojský horor. Když se ho zeptali, jestli bude hrát kovboje, odpověděl: „Ne, budu hrát svou matku.“

#### Elektrické období
Dylanovo další album z dubna 1965 Bringing It All Back Home bylo dalším stylovým skokem, poprvé se v něm uvedl s elektrickými nástroji. První singl „Subterranean Homesick Blues“ hodně vděčí písni „Too Much Monkey Business“ od Chucka Berryho. Jeho text plný asociací je charakterizován jako návrat k manické energii beatové poezie a předchůdce rapu a hip‑hopu. K písni byl natočen videoklip, který otevíral D. A. Pennebakerův dokument Don't Look Back natočený ve stylu cinema verité, který zaznamenal Dylanovo anglické turné z roku 1965. Místo toho, aby Dylan otevíral ústa do textu, ukazoval text na cedulích, které odhazoval na zem. Pennebaker řekl, že tato scéna byla Dylanovým nápadem, a je často napodobována jak ve videoklipech, tak v reklamách.
B-strana alba Bringing It All Back Home obsahovala čtyři dlouhé písně, ve kterých se Dylan doprovází akustickou kytarou a harmonikou. „Mr. Tambourine Man“ se rychle stala jednou z nejznámějších Dylanových písní poté, co ji The Byrds nahráli v elektrické verzi, která vyšplhala na první místa v žebříčcích jak v USA, tak v Británii. „It's All Over Now Baby Blue“ a „It's Alright Ma (I'm Only Bleeding)“ byly uznávány jako dvě z nejdůležitějších Dylanových skladeb.
V létě 1965 Dylan, hlavní hvězda Newportského folkového festivalu, vystoupil se svým prvním elektrickým setem od střední školy, s doprovodnou skupinou složenou z větší části z Butterfield Blues Band. Hráli Mike Bloomfield (kytara), Sam Lay (bicí) a Jerome Arnold (basová kytara), plus Al Kooper (varhany) a Barry Goldberg (piano). Dylan vystupoval v Newportu v roce 1963 a 64, ale v roce 1965 se setkal se směsicí potlesku a bučení a opustil podium po pouhých třech písních. Jedna z verzí tvrdí, že bučeli rozzuření folkoví fanoušci, které si Dylan znepřátelil tím, že nečekaně vystoupil s elektrickou kytarou. Murray Lerner, který vystoupení natáčel, řekl: „Rozhodně si myslím, že bučeli, protože Dylan přešel na elektriku.“ Podle jiné verze diváky naštvala špatná kvalita zvuku a překvapivě krátký set. Tuto verzi podporuje Kooper a jeden z ředitelů festivalu, který tvrdí, že jeho audio záznam dokazuje, že se bučení objevuje pouze jako reakce na moderátora ohlašujícího, že je čas pouze na krátké vystoupení.
Tak či onak, Dylanovo newportské vystoupení vyprovokovalo nepřátelskou odezvu folkového světa. Zpěvák Ewan MacColl v zářijovém čísle časopisu Sing Out! napsal: „Naše tradiční písně a balady jsou výtvorem mimořádně talentovaných umělců, kteří pracují v rámci pravidel, která se časem vyvinula… ‚Ale co Bobby Dylan?‘ křičí rozhořčení teenageři… Jenom naprosto nekritickému obecenstvu, živenému vodnatou kaší popmusic, by se mohl líbit tento žvást desáté úrovně.“ 29. července, pouze čtyři dny po kontroverzním vystoupení v Newportu, se Dylan vrátil do New Yorku a nahrál „Positively 4th Street“. Text se hemží představami msty a paranoie a obecně se interpretuje jako snaha Dylana shodit bývalé kamarády z folkové komunity – přátele, které znal z klubů z West 4th Street.

#### Highway 61 RevisitedaBlonde on Blonde
V červenci 1965 Dylan vydal singl „Like a Rolling Stone“, který se dostal na druhou příčku amerického a na čtvrtou příčku britského žebříčku. Více než šestiminutové písni se obecně připisuje změna postoje k tomu, co může popový singl sdělit. Bruce Springsteen ve své řeči během Dylanova uvedení do Rokenrolové síně slávy řekl, že když píseň poprvé slyšel, „ten úvodní úder do bubnu zněl, jako by někdo rozkopl dveře do vaší mysli.“ Rolling Stone Magazine v roce 2004 a znovu v roce 2011 umístil píseň na první místo svého žebříčku 500 nejlepších písní všech dob. Píseň také uváděla Dylanovo další album Highway 61 Revisited, které pojmenoval podle silnice vedoucí z Dylanovy Minnesoty do hudebního epicentra New Orleans. Písně měly stejné rysy jako hitový singl, okořenila je bluesová kytara Mikea Bloomfielda a varhanové riffy Ala Koopera. „Desolation Row“, doprovázená akustickou kytarou a tlumenou basou, představuje jedinou výjimku. Dylan v této impozantní písní surrealisticky odkazuje na řadu postav západní kultury. Andy Gill ji popsal jako „11minutový entropický epos, který si bere formu z Felliniho přehlídky bizarností a podivností a přidává k němu širokou paletu proslulých osobností. Některé historické (Einstein, Nero), některé biblické (Noe, Kain, Ábel), některé fiktivní (Ofélie, Romeo, Popelka), některé literáty (T. S. Eliot a Ezra Pound) a některé, které nezapadají do žádné z těchto kategorií, zejména dr. Filth (Špína) a jeho pochybná sestra.“
Aby Dylan album podpořil, domluvil si dva koncerty v USA a pustil se do skládání kapely. Mike Bloomfield nechtěl opustit Butterfield Band, a tak Dylan smíchal Ala Koopera a Harveyho Brookse, kteří s ním hráli ve studiu, s Robbiem Robertsonem a Levonem Helmem, kteří v té době byli nejznámější jako členové doprovodné kapely Ronnieho Hawkinse The Hawks (ze které se později stala skupina The Band). 28. srpna na tenisovém stadionu Forest Hills na skupinu pokřikovali diváci, kteří pořád nedokázali snést Dylanův elektrický zvuk. 3. září byla skupina v Hollywood Bowl přijata daleko příznivěji.
Obecenstvo na turné bylo sice čím dál vnímavější, ale studiová práce vázla. Producent Bob Johnston přesvědčil Dylana, aby v únoru 1966 nahrával v Nashvillu, a obklopil ho týmem špičkových studiových hráčů. Na Dylanovo naléhání přijeli z New Yorku Robertson a Kooper. Nashvillské nahrávání vyprodukovalo dvojalbum Blonde on Blonde (1966), které přišlo s „tím jemným, divokým, rtuťovým zvukem“, jak ho později Dylan nazval. Al Kooper album popsal jako „uchopení dvou kultur a jejich třísknutí o sebe s obrovským výbuchem. Hudební svět Nashvillu a svět „typického“ newyorského hipstera Boba Dylana.“
22. listopadu 1965 se Dylan tajně oženil s 25letou bývalou modelkou Sarou Lowndsovou. Někteří Dylanovi přátelé (včetně Ramblin' Jacka Elliotta) tvrdí, že v rozhovoru, který následoval hned po události, Dylan popřel, že je ženatý. Novinářka Nora Ephronová zprávu poprvé uveřejnila v New York Post v únoru 1966 s titulkem: „Pst! Bob Dylan je ženáč.“
Dylan se na jaře 1966 vydal na světové turné po Austrálii a Evropě. Vystoupení byla rozdělena na dvě části. V první půlce Dylan vystupoval sólo a doprovázel se na akustickou kytaru a harmoniku. Ve druhé půlce, doprovázen skupinou The Hawks, spustil energickou elektrickou hudbu. Tento kontrast provokoval mnoho fanoušků, kteří se posmívali a pomalu tleskali, což v některých kulturách znamená pravý opak klasického potlesku. Turné 17. května 1966 vyvrcholilo slavnou ostrou konfrontací mezi Dylanem a jeho obecenstvem v manchesterské Free Trade Hall v Anglii. Oficiální záznam koncertu byl nakonec vydán v roce 1998 pod názvem The Bootleg Series Vol. 4: Bob Dylan Live 1966. Na vrcholu večera divák, rozzlobený Dylanovou elektrickou doprovodnou kapelou, vykřikl: „Jidáš!“ Na což Dylan zareagoval: „Nevěřím ti… Jsi lhář!“ Pak se otočil na svou kapelu a řekl: „Pořádně to vohulte!“, načež spustili poslední píseň večera – „Like a Rolling Stone.“
Během turné v roce 1966 byl Dylan často popisován jako vyčerpaný a „jako kdyby byl na pochodu smrti“. D. A. Pennebaker, filmař, který ho doprovázel na turné, o Dylanovi řekl, že „bral hodně amfetaminů a kdoví, co ještě.“ V rozhovoru z roku 1969 s Jannem Wennerem Dylan řekl: „Byl jsem na cestě skoro pět let. Unavilo mě to. Bral jsem drogy, hodně věcí… jen abych jel dál, víte.“ V roce 2001 BBC Radio 4 sdělilo, že v rozhovoru s Robertem Sheltonem, který byl zaznamenán v roce 1966, Dylan prohlásil, že se v New Yorku zbavil závislosti na heroinu: „Chvíli jsem byl hodně, hodně závislý… Stálo mě to asi 25 dolarů denně a nechal jsem toho.“ Někteří novináři zpochybňují věrohodnost tohoto doznání a poukazují na to, že Dylan „vyprávěl novinářům divoké lži už od začátku své kariéry.“

#### Nehoda na motorce a odchod do ústraní
Dylan se po evropském turné vrátil do New Yorku, ale tlak na jeho osobu rostl. Televize ABC zaplatila dopředu za pořad, který chtěla vysílat. Jeho vydavatel Macmillan po něm žádal hotový rukopis básní/románu Tarantule. Manažer Albert Grossman domluvil rozsáhlé koncertní turné na léto a podzim.

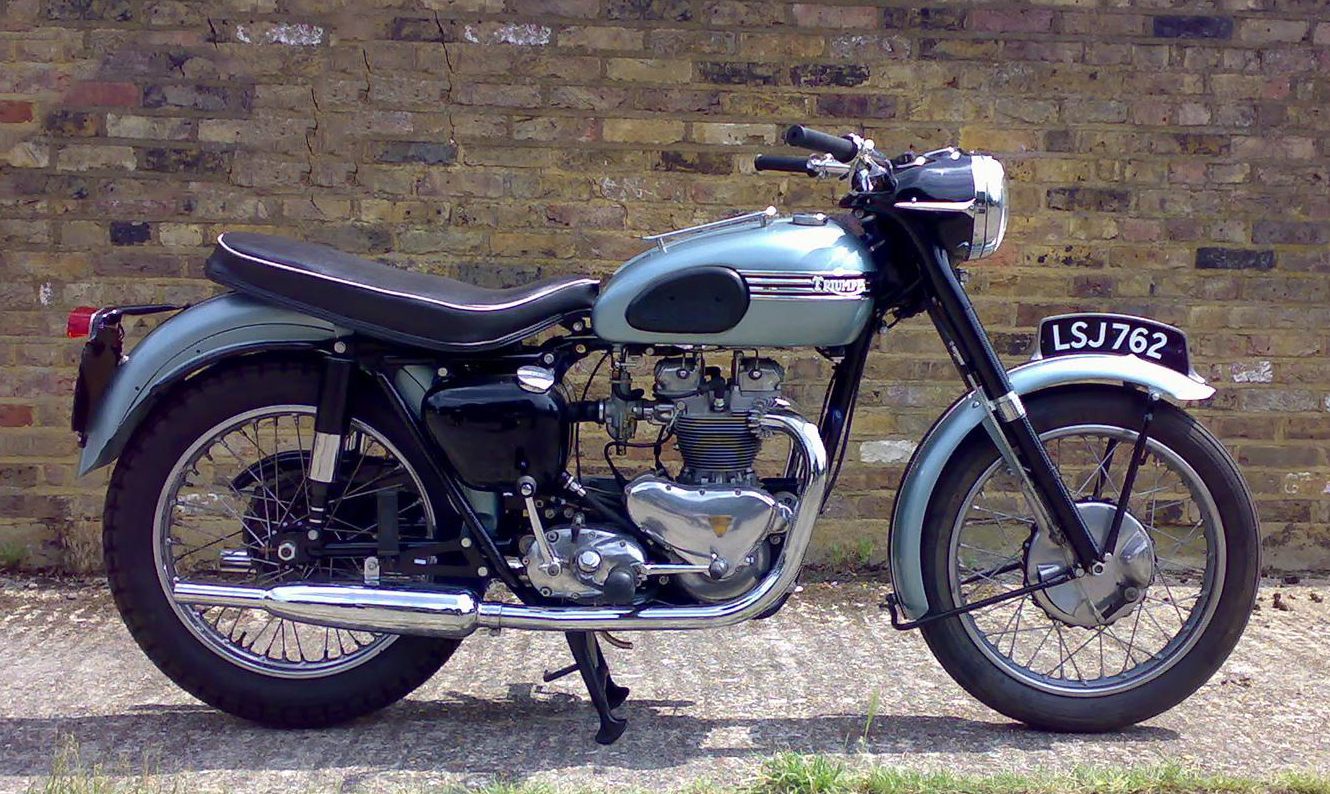
Motorka Triumph Tiger 100

29. července 1966 se Dylan vyboural na své 500cc motorce Triumph Tiger 100. Stalo se to na silnici poblíž jeho domova ve Woodstocku v New Yorku a náraz ho odhodil na zem. I když jeho rozsáhlá zranění nebyla plně zveřejněna, Dylan prohlásil, že si zlomil několik krčních obratlů. Okolnosti nehody pořád obklopují tajemství, jelikož nebyla zavolána sanitka a Dylan nebyl hospitalizován. Dylanovi životopisci píší, že nehoda nabídla Dylanovi tolik potřebnou šanci na útěk od tlaku, který se kolem něj vytvořil. Dylan tuto interpretaci potvrdil, když ve své autobiografii uvedl: „Stala se mi motocyklová nehoda a byl jsem zraněn, ale vyléčil jsem se. Pravdou je, že jsem chtěl vypadnout z té honby za kariérou.“ Bezprostředně po nehodě se Dylan stáhl z veřejného života, a kromě několika vybraných vystoupení nevyjel na turné téměř osm let.
Jakmile se Dylan zotavil dost na to, aby pokračoval v kreativní práci, začal stříhat filmový záznam svého turné z roku 1966 pro dokument Eat the Document, což bylo jen vzácně veřejnosti ukazované pokračování dokumentu Dont Look Back. Hrubý střih byl ukázán televizi ABC a byl ihned zamítnut kvůli nesrozumitelnosti pro mainstreamové publikum. V roce 1967 začal u sebe doma a ve sklepě blízkého domu jménem „Big Pink“, kde sídlili The Hawks, nahrávat. Písně, původně vytvářené jako dema pro jiné umělce, nabídly hitové singly Julii Driscoll („This Wheel's on Fire“), The Byrds („You Ain't Goin' Nowhere“, „Nothing Was Delivered“) a Manfred Mann („Mighty Quinn“). Columbia jejich výběr opožděně vydala v roce 1975 pod názvem The Basement Tapes. Během let se víc a víc písní, které v roce 1967 Dylan se svou kapelou nahrál, objevovalo na různých bootlegových záznamech, což vyvrcholilo pěticédéčkovou kolekcí nazvanou The Genuine Basement Tapes, na které bylo 107 písní a alternativních nahrávek. V následujících měsících The Hawks nahráli album Music from Big Pink, kde použili písně, na kterých prvně pracovali ve svém sklepě ve Woodstocku, a přejmenovali se na The Band, čímž začali vlastní dlouhou a úspěšnou uměleckou kariéru.
V září a říjnu 1967 se Dylan vrátil do Nashvillu. V nahrávacím studiu ho po 19měsíční přestávce doprovázeli pouze Charlie McCoy na basu, Kenny Buttrey na bubny a Pete Drake na steel kytaru. Výsledkem bylo tiché, rozjímavé album s kratšími písněmi jménem John Wesley Harding, zasazené do prostředí, které čerpalo z amerického západu a bible. Řídká struktura a instrumentace, doplněné o texty, které berou vážně judeo-křesťanskou tradici, znamenaly odklon nejenom od práce samotného Dylana, ale i od stupňující se psychedelické horlivosti hudební kultury 60. let. 20. století. Na albu se nachází „All Along the Watchtower“, která čerpá text z Knihy Izajášovy (21:5 – 9). Píseň později nahrál Jimi Hendrix, jehož verzi Dylan uznal jako konečnou. 3. října 1967 zemřel Woody Guthrie a Dylan vystoupil poprvé po 20 měsících na veřejnosti na vzpomínkovém koncertě, který se konal 20. ledna 1968 v Carnegie Hall. Doprovázela ho skupina The Band.
Dylanovo další album, Nashville Skyline (1969), bylo doslova mainstreamovou country deskou, která přišla s doprovodnou hrou nashvillských hudebníků, kyprým Dylanovým hlasem, duetem s Johnnym Cashem a hitovým singlem „Lay Lady Lay“. Časopis Variety napsal: „Dylan rozhodně provádí něco, co se dá nazvat zpěvem. Nějakým způsobem se mu povedlo přidat oktávu do svého rozsahu.“ Dylan nahrál s Cashem několik duetů, ale pouze nahrávka „Girl from the North Country“ se dostala na album.
V květnu 1969 se Dylan objevil v prvním díle nového televizního pořadu Johnnyho Cashe. Zazpívali v něm duety „Girl from the North Country“, „I Threw It All Away“ a „Living the Blues“. Dylan poté odcestoval do Anglie, aby se jako hlavní hvězda zúčastnil rockového festivalu, který se 31. srpna 1969 konal na ostrově Wight. Předtím odmítl účinkovat na festivalu Woostock, který se pořádal daleko blíže jeho domovu.

### 70. léta
Počátkem 70. let kritici obviňovali Dylana z toho, že jeho produkce má kolísavou a nepředvídatelnou kvalitu. Autor časopisu Rolling Stone Greil Marcus se při prvním poslechu desky Self Portrait, která vyšla v červnu 1970, památně zeptal: „Co je tohle za kravinu?“ Self Portrait, dvojité LP obsahující jen málo původních písní, bylo obecně špatně přijímáno. V říjnu 1970 Dylan vydal album New Morning, které někteří považovali za návrat do staré formy. V listopadu 1968 s Georgem Harrisonem napsali píseň „I'd Have You Anytime“. Harrison nahrál tuto píseň spolu s Dylanovou „If Not for You“ na své sólové trojalbum All Things Must Pass z roku 1970. Dylan se v roce 1971 překvapivě objevil na Harrisonově Koncertě pro Bangladéš, který přilákal velkou pozornost médií, což reflektovalo fakt, že Dylanova živá vystoupení byla v té době čím dál vzácnější.
Mezi 16. a 19. březnem 1971 si Dylan vyhradil tři dny na pobyt v Blue Rock Studios, malém studiu v newyorské Greenwich Village. Sezení vyprodukovalo jeden singl: „Watching the River Flow“ a novou verzi „When I Paint My Masterpiece“. 4. listopadu 1972 Dylan nahrál „George Jackson“, kterou vydal o týden později. Pro mnohé byl tento singl, zabývající se letní vraždou Černého pantera George Jacksona ve vězení San Quentin, překvapivým návratem k protestním písním. Dylan v září 1972 přispěl pod pseudonymem Robert Milkwood pianovým a hlasovým doprovodem k albu Stevea Goodmana Somebody Else's Troubles.
V roce 1972 se Dylan upsal, že napíše písně a hudbu pro film Sama Peckinpaha Pat Garrett a Billy Kid a zahraje si roli muže jménem „Alias“, člena Billyho gangu, který je založen na skutečné postavě. I když film kasovně propadl, píseň „Knockin' on Heaven's Door“ prokázala svou trvanlivost a stala se jednou z nejvíce přezpívávaných Dylanových písní.

#### Návrat ke koncertování

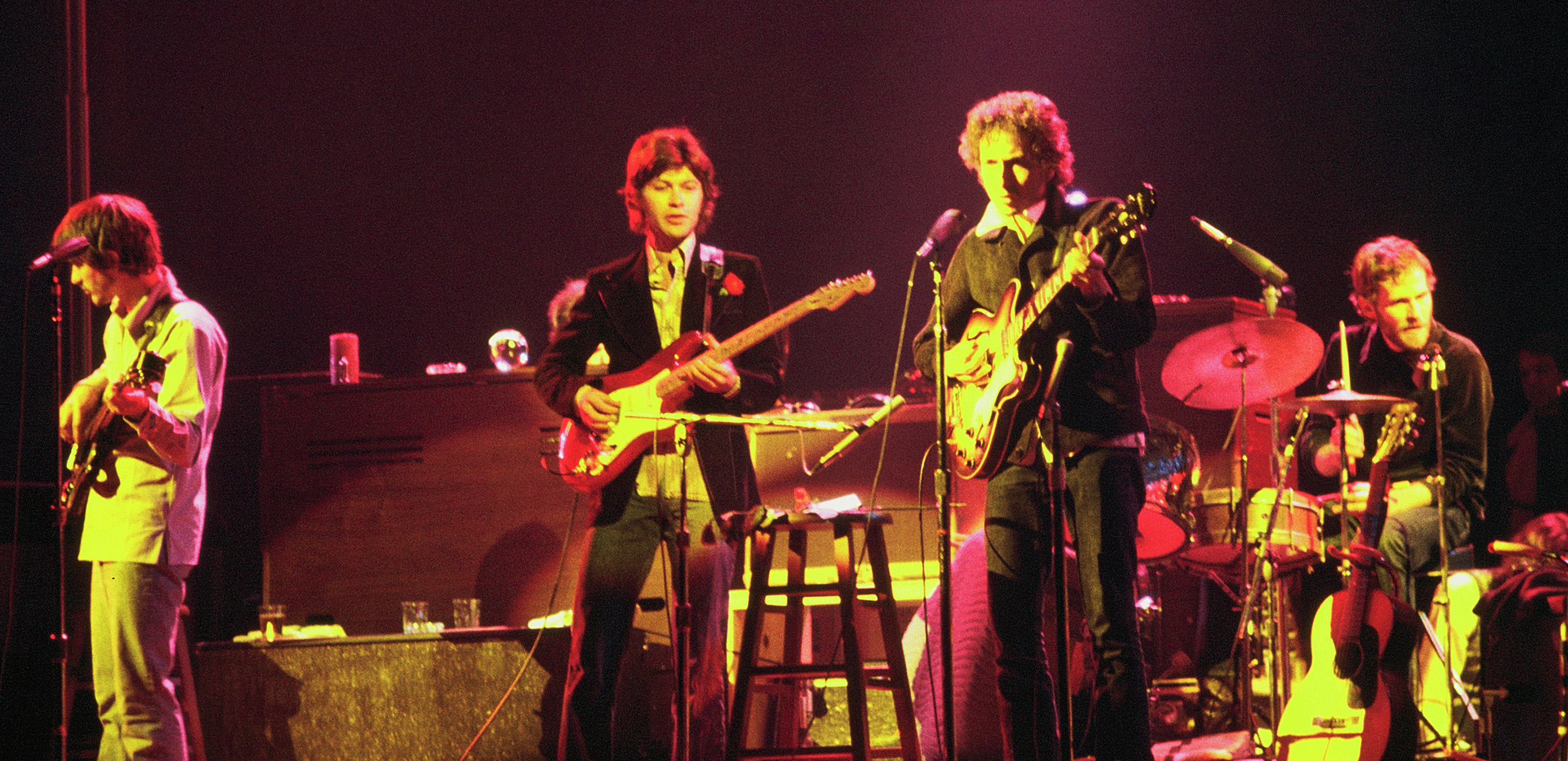
Bob Dylan a The Band koncertují v Chicagu, 1974

Dylan začal rok 1973 tím, že se po vypršení smlouvy s Columbia Records upsal nové nahrávací společnosti Asylum Records Davida Geffena. Na svém novém albu, Planet Waves, použil The Band jako doprovodnou skupinu a zároveň nacvičoval na velké turné. Album obsahovalo dvě verze písně „Forever Young“, která se stala jednou z jeho nejoblíbenějších písní. Podle jednoho kritika píseň projektovala „cosi hymnického a upřímného, co promlouvalo za otce v Dylanovi“. Dylan sám podotkl: „Napsal jsem ji, když jsem přemýšlel o jednom ze svých synů, a nechtěl jsem být příliš sentimentální.“ Životopisec Howard Sounes poznamenal, že Jakob Dylan měl za to, že píseň je o něm.
Columbia Records souběžně vydalo album Dylan, nahodilou sbírku nepoužitých písní (téměř výhradně covery). Tento tah se obecně interpretoval jako neurvalá reakce na Dylanovu smlouvu s konkurenční společností. V lednu 1974 se Dylan po sedmileté pauze vrátil k živému koncertování za doprovodu The Band. Vydal se na velmi mediálně sledované severoamerické turné, které vedlo od pobřeží k pobřeží a zahrnovalo 40 koncertů. U Asylum Records bylo vydáno živé dvojalbum z turné Before the Flood. Columbia Records vzkázalo, že „dají za Dylanův návrat cokoliv“. Dylan začal o Asylum pochybovat. Podle všeho ho rozzlobilo, že přestože nebylo možné uspokojit miliony žádostí o lístek na turné, Geffenovi se povedlo prodat jen 700 000 kopií Planet Waves. Dylan se vrátil ke Columbia Records, které následně vydalo dvě alba pro Asylum pod svou značkou.
Po skončení turné se veřejnost dozvěděla, že se Dylan a jeho žena rozešli. Naplnil malý červený poznámkový blok písněmi o vztazích a rozchodech a rychle v září 1974 nahrál nové album s názvem Blood on the Tracks. Jeho vydání Dylan nicméně pozdržel a polovinu desky znovu nahrál ve studiích Sound 80 v Minneapolis za produkční pomoci svého bratra Davida Zimmermana.
Blood on the Tracks vyšlo počátkem roku 1975 a obdrželo smíšené recenze. Nick Kent do NME napsal, že „doprovod zní občas tak mizerně, že to zní spíše jako záznam zkoušky.“ Recenzent Jon Landau z Rolling Stone napsal, že „deska byla nahrána s klasickou odfláknutostí.“ Po letech ale kritici zjistili, že je to jeden z Dylanových největších úspěchů a pravděpodobně jediný vážný konkurent trojice alb z poloviny 60. let. Na Salon.com Bill Wyman napsal: „Blood on the Tracks je jeho jediné bezchybné album a jeho nejlepší vůbec. Písně, každá z nich, jsou pečlivě budovány. Je to jeho nejlaskavější a nejpolekanější album a zpětně vzato se zdá, že dosáhl úžasné rovnováhy mezi nesrozumitelnými excesy poloviny 60. let a rozpačitými jednoduchými skladbami z ponehodových let.“ Spisovatel Rick Moody ho nazval „od začátku do konce nejpravdivější, neupřímnější oslavou lásky, která byla kdy nahrána na magnetickou pásku.“

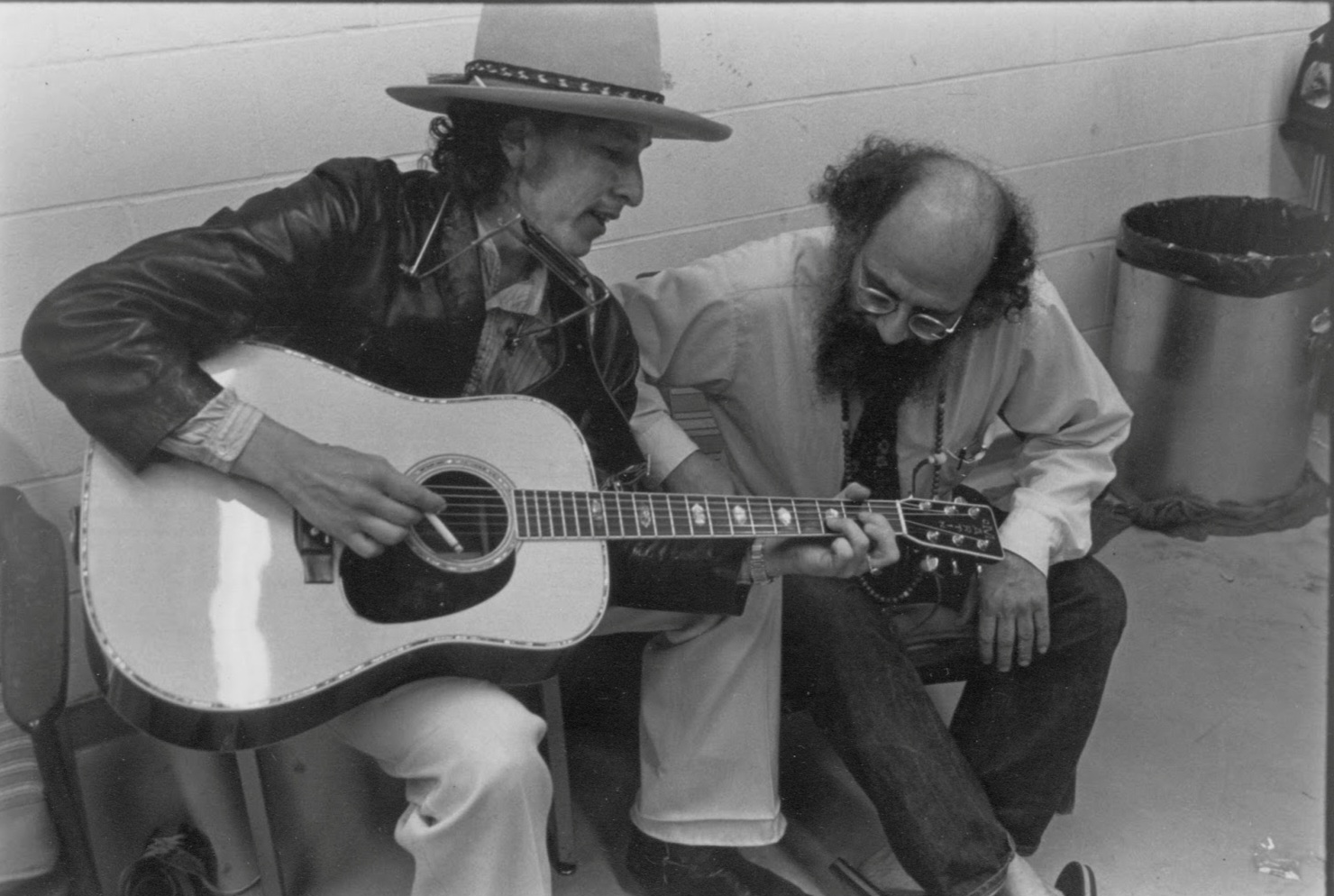
Bob Dylan s Allenem Ginsbergem na fotografii Elsy Dorfmanové na Rolling Thunder Revue, 1975

Toho léta Dylan napsal dlouhou baladu obhajující případ boxera Rubina „Hurikána“ Cartera, který byl uvězněn za trojnásobnou vraždu, kterou měl spáchat v Patersonu v New Jersey v roce 1966. Dylan po své návštěvě Cartera ve vězení napsal píseň „Hurricane“, která obhajovala Carterovu nevinu. I přes svou délku 8:32 minut byla píseň vydána jako singl a vyšplhala na 33. pozici v americkém žebříčku Billboard Hot 100 a Dylan ji hrál na každém koncertu svého turné Rolling Thunder Revue, které pojmenoval po šošonském šamanovi, učiteli a aktivistovi Rolling Thunderovi (doslova „Burácející hrom“). Turné se skládalo z různorodých večerů, na kterých vystoupilo asi sto interpretů a doprovodných hudebníků ze vzkříšené folkové scény z Greenwich Village, jako například T-Bone Burnett, Ramblin' Jack Elliott, Joni Mitchell, David Mansfield, Roger McGuinn, Mick Ronson, Joan Baez nebo houslistka Scarlet River, kterou Dylan objevil, když šla po ulici a na zádech jí viselo pouzdro na housle. Tuto společnost doplnil Allen Ginsberg, jenž aranžoval scény pro film, který Dylan souběžně natáčel. Původně byl na jeho scénář najat Sam Shepard, ale skončil jako neoficiální kronikář turné.
Turné, které trvalo od konce roku 1975 do začátku roku 1976, zastihlo i vydání alba Desire, jež obsahovalo mnoho Dylanových nových písní a přišlo s vyprávěcím, takřka dobrodružným stylem, který ukazoval vliv Dylanova nového spolupracovníka, dramatika Jacquesa Levyho. Jarní polovina turné byla zdokumentována televizním koncertním speciálem Hard Rain a elpíčkem Hard Rain. Z lépe přijaté a více známé první poloviny turné neexistoval záznam až do roku 2002, kdy vyšlo Live 1975.
Podzimní část turné s Revue také poskytla pozadí Dylanova téměř čtyřhodinovému filmu Renaldo and Clara, rozmáchlému, improvizovanému příběhu, smíchaného se záznamy z koncertů a pamětmi. Film vydaný v roce 1978 měl obecně špatné, někdy až zničující recenze a v kinech byl jen velmi krátkou dobu. Dylan později toho roku dovolil sestříhání na dvě hodiny s důrazem na koncertní výstupy, aby se film dostal k širšímu publiku.

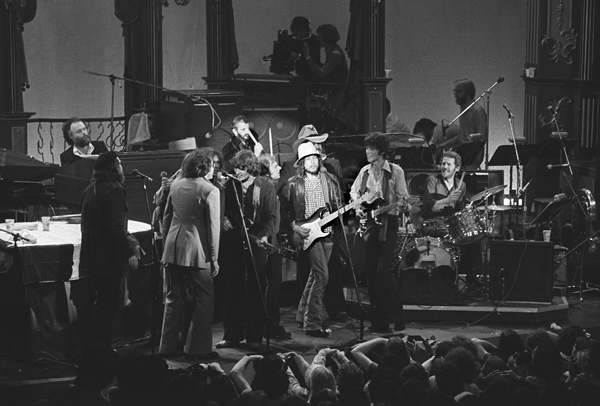
Dylanovo (uprostřed) vystoupení s The Band z filmu The Last Waltz, 1976

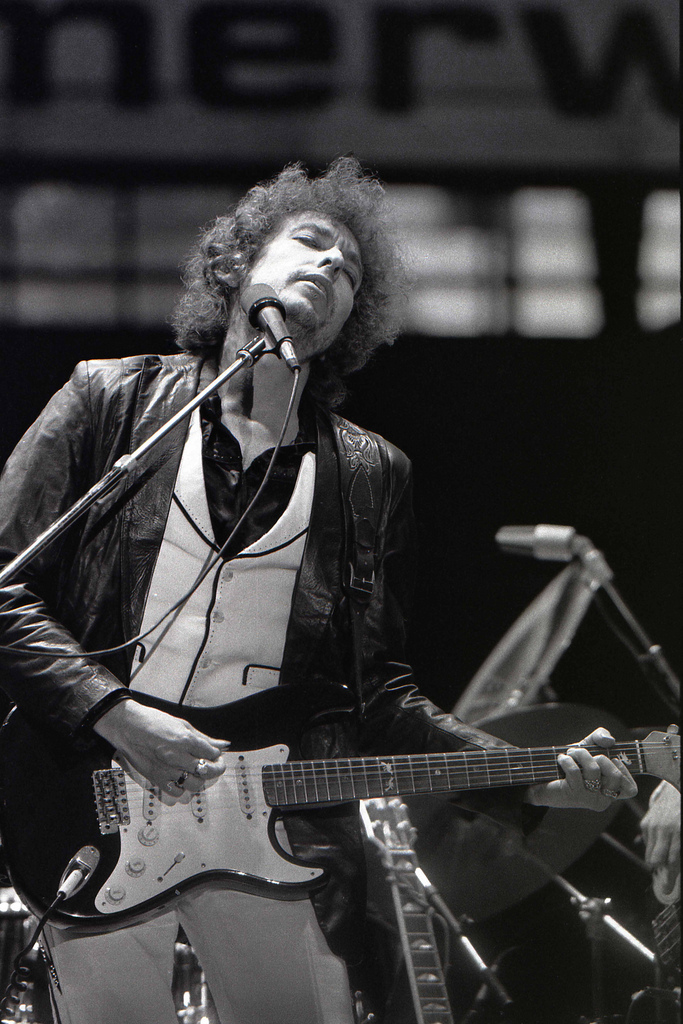
Dylan na koncertě v Rotterdamu, 23. červen 1978

V listopadu 1976 se Dylan spolu s dalšími hosty, jako např. Joni Mitchell, Muddy Waters, Van Morrison nebo Neil Young, objevil na rozlučkovém koncertu The Band. V roce 1978 byl vydán opěvovaný filmový záznam Martina Scorseseho The Last Waltz, který obsahoval asi polovinu Dylanova setu. V roce 1976 Dylan napsal na album Erica Claptona No Reason To Cry píseň „Sign Language“, kterou nazpívali jako duet.
V roce 1978 Dylan vyrazil na rok trvající turné, se kterým objel 114 koncertů v Japonsku, Dálném východě, Evropě a v USA a které vidělo na dva miliony diváků. Kvůli turné Dylan shromáždil osmičlennou skupinu a doplnili ho tři doprovodní zpěváci. Únorové a březnové koncerty z Tokia byly nahrány a vydány jako živé dvojalbum Bob Dylan At Budokan. Reakce byly smíšené. Robert Christgau dal albu hodnocení C+ a album sepsul. Na druhou stranu Janet Maslinová ho v Rolling Stone bránila, napsala: „Tyto nejnovější živé verze jeho starých písní působí na Dylana jako osvobození od originálů.“ Když se Dylan v září 1978 dostal s turné do USA, zděsilo ho, že tisk popisoval vzhled a zvuk vystoupení jako „Las Vegas turné“. Turné z roku 1978 vydělalo přes 20 milionů dolarů a Dylan pro Los Angeles Times přiznal, že musí splatit nějaké dluhy, protože: „Jsem měl několik špatných let. Dal jsem hodně peněz do filmu, postavil velký dům … a rozvod v Kalifornii není levná záležitost.“
V dubnu a květnu 1978 vzal Dylan stejně velkou skupinu včetně doprovodných zpěváků do Rundown Studios do zkušebny, kterou si Dylan pronajal v Santa Monice v Kalifornii, aby nahrál album s novými písněmi: Street-Legal. Michael Gray ho popsal jako: „Po Blood On The Tracks pravděpodobně nejlepší Dylanova deska 70. let. Klíčové album dokumentující klíčové období Dylanova osobního života.“ Trpělo ale špatným zvukem a mixem (což se připisuje Dylanově studiové praxi), který zastíral hudební detaily. Až remasterované CD z roku 1999 obnovilo některé silné stránky písní.

#### Období znovuzrození
Koncem 70. let se z Dylana stal znovuzrozený křesťan a vydal dvě alba křesťanské gospelové hudby. Na Slow Train Coming (1979) Dylana na kytaru doprovází Mark Knopfler (z Dire Straits). Produkoval ho veterán R&B hudby Jerry Wexler. Wexler si vybavuje, že když se ho Dylan snažil během nahrávání přivést na víru, odvětil: „Bobe, bavíš se s dvaašedesátiletým židovským ateistou. Pojďme prostě nahrát desku.“ Album Dylanovi přineslo Grammy v kategorii „Nejlepší mužský zpěvák“ za píseň „Gotta Serve Somebody“. Druhé křesťanské album Saved (1980) obdrželo smíšené recenze a Dylanův kritik Michael Gray napsal, „že mělo z Dylanovy tvorby nejblíže ke statusu pokračování. Slow Train Coming II a horší.“ Na turné, které probíhalo od podzimu 1979 do jara 1980, Dylan nehrál žádné starší světské skladby a z pódia deklaroval svou víru pomocí výroků jako:
„Před lety … říkali, že jsem prorok. Já na to říkal: „Ne, já nejsem prorok.“ Oni říkali: „Ano, ty jsi prorok.“ Já říkal „Ne, nejsem.“ Oni říkávali: „Ty jsi určitě prorok.“ Snažili se mě přesvědčit, že jsem prorok. Nyní před vás předcházím a tvrdím, že Ježíš Kristus je odpověď. Oni říkají: „Bob Dylan není prorok.“ Nedokážou se s tím poprat.

Dylanův obrat na víru nebyl u některých jeho fanoušků a hudebních kolegů moc populární. John Lennon krátce před svou vraždou nahrál píseň „Serve Yourself“ (Služ sobě) jako reakci na Dylanovu „Gotta Serve Somebody“ (Musím někomu sloužit). V roce 1981 Stephen Holden napsal do New York Times, že „ani jeho věk (je mu teď 40), ani jeho mediálně propíraná změna ve znovuzrozeného křesťana nehnula s jeho v podstatě obrazoboreckým temperamentem.

### 80. léta

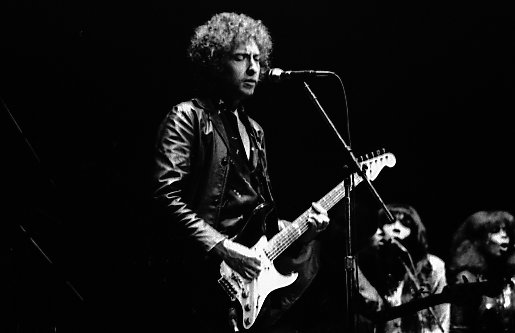
Dylan v Torontu, 18. duben, 1980

Na podzim 1980 Dylan krátce navazuje na koncertování šňůrou nazvanou „A Musical Retrospective“, ve které vrátil do repertoáru několik svých populárních písní z 60. let. Shot of Love, nahrané následující jaro, přišlo s první světskou skladbou po více než dvouleté pauze. Píseň „Every Grain of Sand“, promíchaná s explicitně křesťanskými písněmi, některým kritikům připomínala verše Williama Blaka.
V 80. letech se přijetí Dylanových nahrávek různilo. Od velmi chváleného alba Infidels z roku 1983 po shazované Down in the Grove z roku 1988. Kritici jako třeba Michael Gray odsuzovali Dylanovy alba z 80. let za ledabylost při nahrávání a neschopnost vydat ty nejlepší písně. Například výsledkem nahrávacího sezení alba Infidels, na kterém se jako hlavní kytarista a tentokrát i jako producent podílel Mark Knopfler, byly některé pozoruhodné písně, které Dylan na album nedal. Nejchválenější z nich byly „Blind Willie McTell“, která vzdávala hold mrtvému bluesovému hudebníkovi a evokovala afroamerickou historii, „Foot of Pride“ a „Lord Protect My Child“. Tyto tři písně byly později vydány na kompilaci The Bootleg Series Volumes 1–3 (Rare & Unreleased) 1961–1991.
Mezi červencem 1984 a březnem 1985 Dylan nahrává své další album, Empire Burlesque. Arthur Baker, který mixoval hity pro Bruce Springsteena a Cyndi Lauper, byl požádán, aby dělal zvukového technika a album mixoval. Baker řekl, že měl pocit, že byl najat, aby Dylanovu albu dodal „trochu modernější“ zvuk.
Dylan v rámci projektu USA pro Afriku zazpíval v singlu „We Are the World“, který měl pomoci hladovějící Africe. 13. července 1985 se objevil jako vrchol koncertu Live Aid na JFK Stadium ve Filadelfii. Dylan v doprovodu Keitha Richardse a Ronnieho Wooda vystoupil s hrubější verzí balady o rolnické chudobě „Hollis Brown“ a pak více než miliardě diváků po celém světě řekl: „Doufám, že některé peníze… mohli by jich možná trochu vzít… možná jeden nebo dva miliony… a použít je na splátky hypoték některých zdejších farem a farmářů, kteří dluží bankám.“ Tyto poznámky byla hodně kritizována jako nepatřičná, nicméně inspirovala Willieho Nelsona k tomu, aby zorganizoval šňůru koncertů Farm Aid, která měla pomoci zadluženým americkým farmářům.
V dubnu 1986 Dylan krátce nahlédl do světa rapové hudby, když dodal vokály do úvodní sloky písně „Street Rock“, která se objevila na albu Kingdom Blow od Kurtise Blowa. Dylanovo nové album, Knocked Out Loaded, bylo vydáno v červenci 1986 a obsahovalo tři coververze (písně od Little Junior Parkera, Kris Kristoffersona a tradiční gospelová hymna „Precious Memories“), tři spolupráce s dalšími textaři (Tom Petty, Sam Shepard a Carole Bayer Sager) a dvě Dylanovy sólové skladby. Jeden recenzent napsal, že „deska má moc odboček na to, aby byla přesvědčivá, a některé tyto odbočky vedou do slepých uliček. V roce 1986 tato nevyrovnaná kvalita desek není od Dylana úplně neočekávaná, ale to neznamená, že je frustrace menší.“ Toto album bylo prvním od Freewheelin' (1963), které se nedostalo v žebříčku do Top 50. Někteří kritikové nazývají 11minutovou epickou píseň „Brownsville Girl“, kterou napsal se Samem Shepardem, za dílo génia.

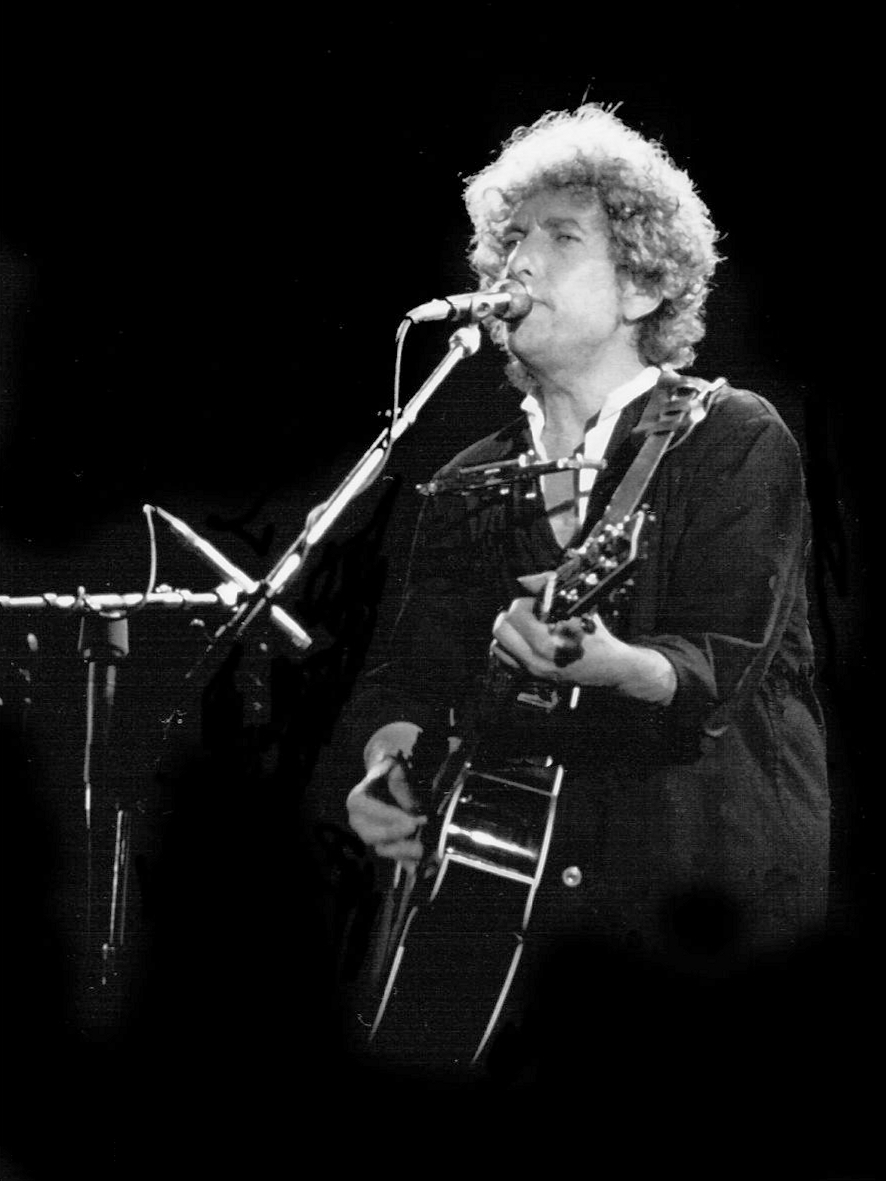
Dylan v Barceloně, Španělsko, 1984

V roce 1986 a 1987 Dylan hodně koncertoval se skupinou Tom Petty and the Heartbreakers a s Pettym se během večera u několika písní střídal. Dylan také v roce 1987 koncertoval s The Grateful Dead, z čehož vzniklo album Dylan & The Dead. Album mělo některé velmi negativní recenze. Allmusic napsali: „Dost možná nejhorší album Boba Dylana i Grateful Dead.“ Po několika hudebních permutacích Dylan 7. června 1988 odstartoval takzvané Nekonečné turné, doprovázen semknutou doprovodnou kapelou s kytaristou G. E. Smithem. Dylan bude pokračovat v turné s malou, vyvíjející se skupinou dalších více než 20 let.
V roce 1987 Dylan hrál ve filmu Richarda Marquanda Hearts of Fire (Ohnivá srdce) roli Billyho Parkera, zkrachovalého rockera, ze kterého se stal farmář na kuřecí farmě a kterého kvůli znuděné hvězdě synthpopu (kterého hraje Rupert Everett) opustí jeho dospívající milenka. Dylan také přispěl dvěma původními skladbami k soundracku filmu – „Night After Night“ a „I Had a Dream About You, Baby“ – a jednou cover verzí písně Johna Hiatta „The Usual“. Film byl propadák jak z hlediska kritiky, tak komerčně. V lednu 1988 byl Dylan uveden do Rokenrolové síně slávy. V úvodní řeči Bruce Springsteen řekl: „Bob osvobodil vaši mysl, stejně jako Elvis osvobodil vaše tělo. Ukázal nám, že jen proto, že je hudba přirozeně fyzikální, neznamená, že není intelektuální.“
Když v květnu 1988 Dylan vydal Down in the Groove (volně přeloženo jako „V ráži“), bylo ještě méně úspěšné než jeho předchozí studiové album. Michael Gray napsal: „Samotný název podkopává jakoukoliv myšlenku, která dílo inspirovala a mohla se skrývat uvnitř. Nadále skomírá představa, že nové album Boba Dylana bude něco významného.“ Kritický i komerční neúspěch alba rychle následoval úspěch skupiny Traveling Wilburys. Dylan ji založil s Georgem Harrisonem, Jeffem Lynnem, Royem Orbisonem a Tomem Pettym a na podzim 1988 se jejich multiplatinové album Traveling Wilburys Vol. 1 dostalo na třetí příčku amerického žebříčku alb. Skladby byly označeny za jedny z nejpřístupnějších Dylanových písní za několik let. I přes Orbisonovo úmrtí v prosinci 1988, zbylá čtyřka v květnu 1990 nahrála druhé album, které vydali s překvapivým názvem Traveling Wilburys Vol. 3.
Dylan dekádu zakončil úspěchem u kritiky albem Oh Mercy, které produkoval Daniel Lanois. Dylanův kritik Michael Gray napsal, že album je: „Pečlivě napsané, hlasově výrazné, hudebně vřelé a nekompromisně profesionální. Tento soudržný celek má nejblíže ke statusu skvělého alba Boba Dylana z 80. let.“ Píseň „Most of the Time“ o ztracené lásce udělala výraznou stopu ve filmu High Fidelity (Všechny moje lásky), zatímco „What Was It You Wanted?“ byla interpretována jako katechismus a zároveň ironický komentář k očekávání kritiků a fanoušků. Náboženská obrazotvornost písně “Ring Them Bells“ některým kritikům připadala jako potvrzení víry.

### 90. léta
90. léta Dylan začal vydáním alba Under the Red Sky (1990), což byl obrat o 180 stupňů proti vážnému Oh Mercy. Album obsahoval několik na první pohled jednoduchých písní včetně „Under the Red Sky“ a „Wiggle Wiggle“. Album bylo věnováno „Gabby Goo Goo“, což byla, jak se později ukázalo, přezdívka dcery Dylana a Carolyn Dennis, Desiree Gabrielle Dennis-Dylan, které v té době byly čtyři. Na albu Dylana doprovázeli mimo jiné George Harrison, Slash z Guns N' Roses, David Crosby, Bruce Hornsby, Stevie Ray Vaughan nebo Elton John. I přes hvězdnou sestavu, měla deska špatné recenze a špatně se prodávala.
V roce 1991 hudební průmysl prostřednictvím amerického herce Jacka Nicholsona ocenil Dylana cenou Grammy za celoživotní přínos. Událost splývala s počátkem války v Zálivu vedenou proti Saddámu Husajnovi a Dylan vystoupil se svou písní „Masters of War“ z roku 1963. Poté Dylan pronesl krátkou řeč, která některé diváky znepokojila. Heylin jeho řeč cituje: „Táta mi jednou řekl: ‚Synu, v tomhle světě se dá tak zašpinit, že tě vlastní matka a otec opustí. Pokud se tak stane, Bůh bude vždy věřit v tvou schopnost se polepšit.‘ “
V dalších letech se Dylan dvěma alby, na kterých byly coververze starých folkových a bluesových skladeb, vrátil ke svým kořenům. Good as I Been to You (1992) a World Gone Wrong (1993) přinesly akustické skladby. Mnoho kritiků a fanoušků poukázalo na tichou krásu písně „Lone Pilgrim“, kterou v 19. století napsal jeden učitel a Dylan ji nazpíval s vtíravou vážností. V listopadu 1994 Dylan nahrál dvě živá vystoupení pro MTV Unplugged. Dylan tvrdil, že si přál hrát tradicionály, ale to bylo zamítnuto vedoucími Sony, kteří trvali na setu jeho největších hitů. Album, které z vystoupení vzniklo, MTV Unplugged, obsahovalo i skladbu „John Brown“, nevydanou píseň z roku 1963 popisující spoušť, kterou za sebou nechává válka a vlastenčení.

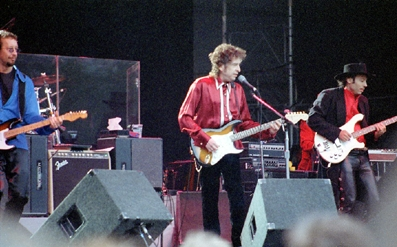
Dylan vystupuje v roce 1996 ve Stockholmu

Dylan si v lednu 1997 společně s Danielem Lanois zarezervoval čas v miamském Criteria Studios. V rukou měl sbírku písní, které údajně napsal na zasněženém ranči v Minnesotě. Následné nahrávání bylo podle některých zdrojů obtížné a plné napětí. Později toho jara, ještě než album vyšlo, byl Dylan hospitalizován s životem ohrožujícím zánětem osrdečníku, který mu přivodila histoplazmóza. Jeho naplánované evropské turné bylo zrušeno, ale Dylan se rychle uzdravil a nemocnici opustil se slovy: „Opravdu jsem myslel, že brzy uvidím Elvise.“ V půlce léta byl opět na cestě a počátkem podzimu vystoupil před papežem Janem Pavlem II. na Mezinárodním eucharistickém kongresu v italské Bologni. Papež pronesl před 200 000 diváky kázání založené na textu Dylanovy písně „Blowin' in the Wind“.
V září vyšlo Lanoisem produkované album Time Out of Mind. Dylanova první sbírka původních písní po sedmi letech byla se svými hořkými odsudky lásky a morbidním přemítáním velmi dobře hodnocena. Jeden kritik napsal: „Samotné písně jsou všechny stejně silné a tvoří nejlepší Dylanův počin za několik let.“ Tato sbírka komplexních písní mu získala první cenu Grammy za „Album roku“.
V prosinci 1997 americký prezident Bill Clinton Dylanovi předal ve východním pokoji Bílého domu Cenu Kennedyho centra a vzdal mu hold slovy: „Měl nejspíše větší vliv na moji generaci než kterýkoli jiný kreativní umělec. Jeho hlas a texty nebyly vždy přívětivé uchu, ale Bob Dylan během své kariéry nikdy neměl v úmyslu někomu působit potěšení. Šířil mír a vyváděl z míry mocné.“

### 2000–2009
Dylan začal nové tisíciletí tím, že vyhrál svého prvního Oscara. Jeho píseň „Things Have Changed“, kterou napsal pro film Wonder Boys (Skvělí chlapi), vyhrála v březnu 2001 Cenu Akademie. Oscarová soška (podle některých zpráv napodobenina) ho doprovází na turné, dohlíží na vystoupení posazená na zesilovači.
11. září 2001 bylo vydáno album „Love and Theft“, které Dylan nahrál se svou doprovodnou skupinou z turné. Dylan album i sám produkoval pod pseudonymem Jack Frost. Album kritika přijala dobře a obdržela nominace na několik cen Grammy. Kritikové poznamenali, že Dylan do své hudební palety přidal rockabilly, západní swing, jazz, a dokonce salónové balady. „Love and Theft“ rozpoutala kontroverzi poté, co The Wall Street Journal vypíchl podobnosti mezi texty na albu a knihou Confessions of a Yakuza, japonského spisovatele Junichi Sagy.
V roce 2003 se Dylan vrátil k evangelickým textům ze svého „období znovuzrození“ a přispěl do CD projektu s názvem Gotta Serve Somebody: The Gospel Songs of Bob Dylan. V témže roce také vyšel film Masked & Anonymous (Inkognito), který napsal spolu s režisérem Larrym Charlesem pod pseudonymem Sergej Petrov. Dylan ve filmu hrál ústřední postavu Jacka Fatea. V dalších rolích byli Jeff Bridges, Penelope Cruz nebo John Goodman. Film rozdělil kritiky na dva tábory: Mnozí film odbyli jako „nesoudržnou blbost“, jiní v něm viděli skutečné umělecké dílo.
V říjnu 2004 Dylan vydal první část své autobiografie, Kroniky I. Kniha nenaplnila očekávání. Dylan věnoval tři kapitoly svému prvnímu roku v New Yorku v letech 1961–1962 a doslova ignoroval polovinu 60. let, kdy byl na vrcholu slávy. Také věnoval kapitoly albům New Morning (1970) a Oh Mercy (1989). Kniha se v prosinci 2004 umístila na druhém místě v žebříčku The New York Times nejprodávanějších nerománových knih a byla nominována na National Book Award (Národní knižní cena).
26. a 27. září 2005 byla na BBC Two ve Spojeném království a na PBS v USA poprvé odvysílána oceňovaná Dylanova biografie No Direction Home. Dokument, který natočil Martin Scorsese, se zaměřuje na období od Dylanova příjezdu do New Yorku v roce 1961 do jeho motocyklové nehody v roce 1966. Přináší rozhovory se Suze Rotolo, Liamem Clancym, Joan Baez, Allenem Ginsbergem, Petem Seegerem, Mavisem Staplesem a samotným Dylanem. Film v dubnu 2006 získal Cenu Peabody a v lednu 2007 Cenu Columbia-duPont. Doprovodný soundtrack přinesl nevydané písně z Dylanových raných let kariéry.
Dylan si vysloužil další poctu, když studie z roku 2007, zkoumající právní názory, zjistila, že soudci a právníci v USA citují Dylanovy texty daleko častěji než jiné skladatele – 186 případů oproti 74 u The Beatles, kteří skončili druzí. Mezi ty, kdo Dylana citovali, patří předseda Nejvyššího soudu John Roberts a soudce Antonin Scalia, oba konzervativci. Mezi nejvíce citované verše patří: „you don't need a weatherman to know which way the wind blows“ (nepotřebujete meteorologa, abyste věděli, kterým směrem vítr vane) ze „Subterranean Homesick Blues“ a „when you ain't got nothing, you got nothing to lose“ (když nic nemáš, nemáš co ztratit) z „Like a Rolling Stone“.

#### Modern Times(2006–2008)
3. května 2006 si odbyl premiéru Dylanův rádiový pořad Theme Time Radio Hour, který se jednou týdně vysílal na XM Satellite Radio. Písně byly vybírány s ohledem na vybrané téma. Dylan hrál klasické i obskurní desky od 30. let až do současnosti včetně soudobých umělců, tak rozmanitých jako například Blur, Prince, L. L. Cool J nebo The Streets. Pořad byl fanoušky i kritiky označen za „skvělé rádio“. Dylan vyprávěl příhody, svým cynickým humorem dělal eklektické narážky a přitom hudebním výběrem okrášlil zvolené téma. V dubnu 2009 Dylan odvysílal 100. díl pořadu, tématem bylo „Rozloučení“ a poslední zahranou písní byla „So Long, It's Been Good To Know Yuh“ od Woodyho Guthrieho. To vedlo ke spekulacím, že Dylanův pořád skončil.

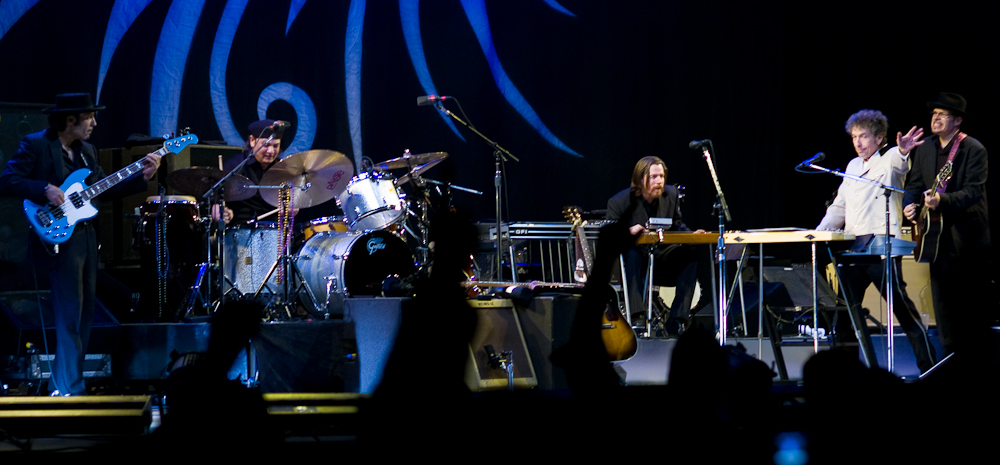
Dylan v hale Spektrum v Oslu, 2007

29. srpna 2006 Dylan vydal album Modern Times. I když Dylanův hlas trochu zhrubnul (kritik z The Guardian jeho zpěv z alba popsal jako „katarální smrtelné chrčení“)), většina recenzentů album chválila a mnoho z nich ho nazvalo posledním přídavkem do úspěšné trilogie, která zahrnovala ještě Time Out of Mind a „Love and Theft“. Modern Times vstoupilo do amerických žebříků z první pozice, což bylo poprvé od Desire z roku 1976. The New York Times publikovali článek, který zkoumal podobnosti mezi některými Dylanovými texty z Modern Times a prací básníka z období občanské války, Henryho Timroda.
Modern Times, nominované na tři ceny Grammy, vyhrálo v kategorii „Nejlepší soudobé folkové/tradiční album“ a Bob Dylan také vyhrál v kategorii „Nejlepší sólový rockový zpěvák“ za píseň „Someday Baby“. Modern Times bylo v roce 2006 vyhlášeno časopisem Rolling Stone Albem roku a ve Spojeném království to samé ocenění dostalo od časopisu Uncut. Ve stejný den jako Modern Times byla v hudebním obchodě iTunes Store zpřístupněna sbírka Bob Dylan: The Collection, digitální box set všech jeho alb (dohromady 773 písní), včetně 42 vzácných, nikdy nevydaných skladeb.
V srpnu 2007 měl premiéru oceněný film o Dylanovi I'm Not There, který napsal a režíroval Todd Haynes. Nesl podtitul „inspirováno hudbou a mnoha životy Boba Dylana.“ Ve filmu bylo použito šest různých postav, které představovaly různá období Dylanova života. Hráli je Christian Bale, Cate Blanchett, Marcus Carl Franklin, Richard Gere, Heath Ledger a Ben Whishaw. Dylanova do té doby nevydaná nahrávka z roku 1967, ze které si film bere název, byla poprvé zveřejněna až na soundtracku filmu. Všechny ostatní písně jsou coververze Dylanových písní, které byly nahrány speciálně pro film rozličnými umělci jako Eddie Vedder, Mason Jennings, Stephen Malkmus, Jeff Tweedy, Karen O, Willie Nelson, Cat Power, Richie Havens nebo Tom Verlaine.

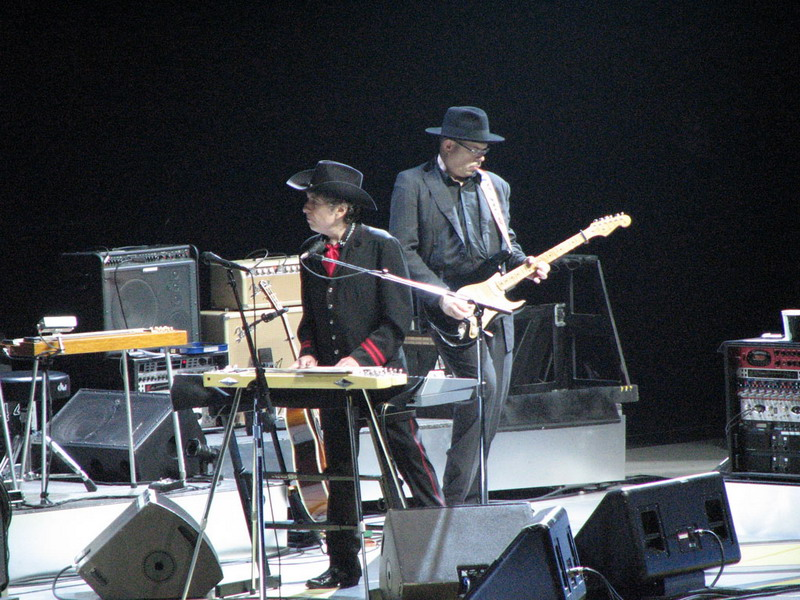
Bob Dylan při vystoupení v Air Canada Centre, Toronto, 7. listopad 2006

1. října 2007 Columbia Records vydalo na třech CD retrospektivní album Dylan (pod značkou Dylan 07), které zmapovalo celou jeho kariéru. Součást kampaně byl remix Dylanovy písně z roku 1966 „Most Likely You Go Your Way (And I'll Go Mine)“, který produkoval Mark Ronson a který vyšel jako maxi-singl. Šlo o první případ, kdy Dylan schválil remix některé své klasické nahrávky.
Propracovanost marketingové kampaně k Dylan 07 byla upomínkou, že Dylanův komerční potenciál od 90. let výrazně narostl. To se poprvé projevilo v roce 2004, kdy se Dylan ukázal v televizní reklamě na spodní prádlo Victoria's Secret. O tři roky později, v říjnu 2007, se zapojil do multimediální kampaně na Cadillac Escalade, verzi 2008. V roce 2009 přišel s největší podporou své kariéry, když se společně s rapperem Will.i.am objevil v reklamě Pepsi, která měla premiéru na 43. Super Bowlu. Reklama, která se vysílala rekordnímu počtu 98 milionu diváků, začínala Dylanem zpívajícím první sloku „Forever Young“ následována Will.i.am s hip-hopovou verzí třetí a poslední sloky.
V říjnu 2008 Columbia vydala 8. díl Dylanovy Bootleg Series, Tell Tale Signs: Rare And Unreleased 1989–2006, a to ve dvoucédéčkové i trojcédéčkové variantě, u které byla navíc 150stránková kniha v pevné vazbě. Set obsahuje živá vystoupení a nepoužité nahrávky z vybraných studiových alb od Oh Mercy po Modern Times. Dále písně, na kterých spolupracoval s Davidem Brombergem a Ralphem Stanleym. Dvoucédéčková verze se prodávala za 18,99 dolarů a trojcédéčková za 129,99 dolarů, což vedlo ke stížnostem na „zlodějské balení“ některých fanoušků a reportérů. Album bylo velmi dobře hodnoceno kritikou. Hojnost alternativních verzí a nevydaného materiálu recenzenta časopisu Uncut přiměla napsat: „Tell Tale Signs je zaplaveno důkazy o (Dylanově) ohromující přelétavosti, o jeho evidentní odhodlanosti se co nejméně opakovat, dokonce i ve studiu.“

#### Together Through Life, Christmas in the Heart(2009)
Album Together Through Life Dylan vydal 28. dubna 2009. V rozhovoru s hudebním novinářem Billem Flanaganem, publikovaném na Dylanově webu, Dylan vysvětluje, že na začátku alba stál francouzský režisér Olivier Dahan, který ho požádal o píseň pro jeho nové road movie My Own Love Song (Píseň mého srdce). Původně měl v úmyslu nahrát pouze jedinou skladbu „Life Is Hard“, ale „nahrávání se nějak zvrtlo.“ Devět z deseti písní Dylan napsal s Robertem Hunterem.
Album mělo převážné příznivé recenze, přestože ho někteří kritici označili za méně důležitý přídavek do Dylanovy tvorby. Andy Gill napsal do The Independent, že deska „ukazuje Dylana ve značně uvolněné, spontánní náladě. Je ochotný sáhnout po těch požitcích a citech, které zrovna poletují kolem něj. Takže i když neobsahuje moc památných skladeb, je to jedno z nejlepších přirozeně příjemných alb, jaké za celý rok uslyšíte.“

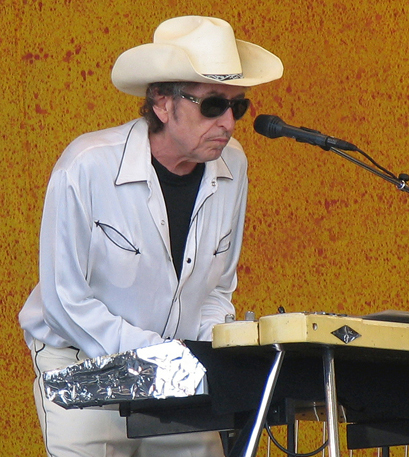
Při hře na klávesy na festivalu v New Orleans, 28. duben 2006

V prvním týdnu po vydání se album vyšplhalo na první příčku amerického žebříčku Billboard 200, což z Boba Dylana (tehdy 67letého) učinilo nejstaršího umělce, který debutoval v žebříčku na prvním místě. Na první místo dosáhlo i v UK albums chart, 39 let po svém předchozím vrcholu britského žebříčku, albu New Morning. To znamená, že Dylan v současnosti drží rekord v nejdelší pauze mezi dvěma sólovými alby, které se dostaly na první místo v britském žebříčku.
13. října 2009 Dylan vydal vánoční album Christmas in the Heart, které obsahuje takové americké vánoční klasiky jako „Little Drummer Boy“, „Winter Wonderland“ nebo „Here Comes Santa Claus“. Dylanův honorář z prodeje tohoto alba jde na charitu Feeding America v USA, Crisis v Británii a World Food Programme (Světový potravinový program).
Album mělo obecně příznivé recenze. The New Yorker napsal, že Dylan zformoval před-rockový zvuk do „jednoho z jeho nejskřehotavějšího zpěvu poslední doby“, spekuloval o Dylanově možné ironii: „Dylan má dlouhou a velmi medializovanou křesťanskou minulost. Tvrdit, že na nás nepomrkává při dětsky optimistických ‚Here Comes Santa Claus‘ nebo ‚Winter Wonderland‘, je ignorování půl století kousavé satiry.“ Edna Gundersenová z USA Today vypíchla, že se Dylan „vrátil do stylu vánočních písní, které zpopularizovali Nat King Cole, Mel Tormé a Ray Conniff Singers.“ Gundersenová uzavřela, že Dylan „nemohl znít sentimentálněji nebo upřímněji.“
Novinář Bill Flanagan se v rozhovoru v novinách The Big Issue Dylana zeptal, proč písně podal v tak přímočarém stylu, a Dylan odpověděl: „Jinak to zahrát nešlo. Ty písně jsou součástí mého života, stejně jako folkové písně. Ty také musíte hrát přímočaře.“

### 2010–současnost
V říjnu 2010 Dylan vydal 9. díl své bootlegové řady: The Witmark Demos: 1962–1964. Album je složené ze 47 demo nahrávek písní z let 1962 a 1964 nahraných pro Dylanovi první hudební vydavatele: Leeds Music, u které byl v roce 1962, a Witmark Music, u které byl od 1962 do 1964. Jeden recenzent set popsal jako „takovou alternativní ranou historii Dylanova procesu psaní písní: ‚napíšu pět písniček ještě před snídaní,‘ jak jednou slavně zavtipkoval“. Od webu Metacritic, který sbírá kritiky, album dostalo Metascore 88, což ukazuje na „obecný úspěch“. Ve stejném týdnu Sony Legacy vydalo Bob Dylan: The Original Mono Recordings, box set, který jako první na CD formátu přinesl prvních osm Dylanových alb (od Bob Dylan (1962) až John Wesley Harding (1967)) v původních mono mixech. Set byl ještě doplněn poznámkami Dylanova kritika Greila Marcuse.
12. dubna 2011 Legacy Recordings vydalo Bob Dylan in Concert – Brandeis University 1963. Deska byla nahrána na Brandeis University (Brandeisova univerzita) 10. května 1963, dva týdny před vydáním The Freewheelin' Bob Dylan. Páska byla nalezena v archivu hudebního spisovatele Ralpha J. Gleasona a před tímto vydáním byla k dostání jako limitovaný doplněk k The Bootleg Series Vol. 9. K desce napsal poznámky „dylanolog“ Michael Gray, který napsal: „(Toto) Dylanovo vystoupení bylo zachyceno v době, kdy byl prezidentem Kennedy a Beatles ještě nedorazili do Ameriky, fanoušci ho neznali… Nahrávka ho nezachycuje při žádné „velké chvíli“, ale při vystoupení se svým typickým klubovým setem té doby… Je to poslední vystoupení Boba Dylana předtím, než se stal hvězdou.“
Rozsah, v jakém bylo Dylanovo dílo zkoumáno na akademické úrovni, byl demonstrován během jeho 70. narozenin, 24. května 2011, kdy tři univerzity uspořádaly sympozium jeho práce. Univerzita Johannese Gutenberga, Vídeňská univerzita a University of Bristol (Bristolská univerzita) pozvaly literární kritiky a historiky umění z Evropy a USA, aby přednesli práce o aspektech Dylanovy tvorby. Po celém světě se konaly i další akce, mimo jiné revivalové kapely, intelektuální debaty nebo prosté zpívání. The Guardian napsal: „Od Moskvy po Madrid, od Norska po Northampton a od Malajsie po jeho domov v Minnesotě se doznaní „Bobcati“ dnes sejdou, aby oslavili 70. narozeniny obra populární hudby.“

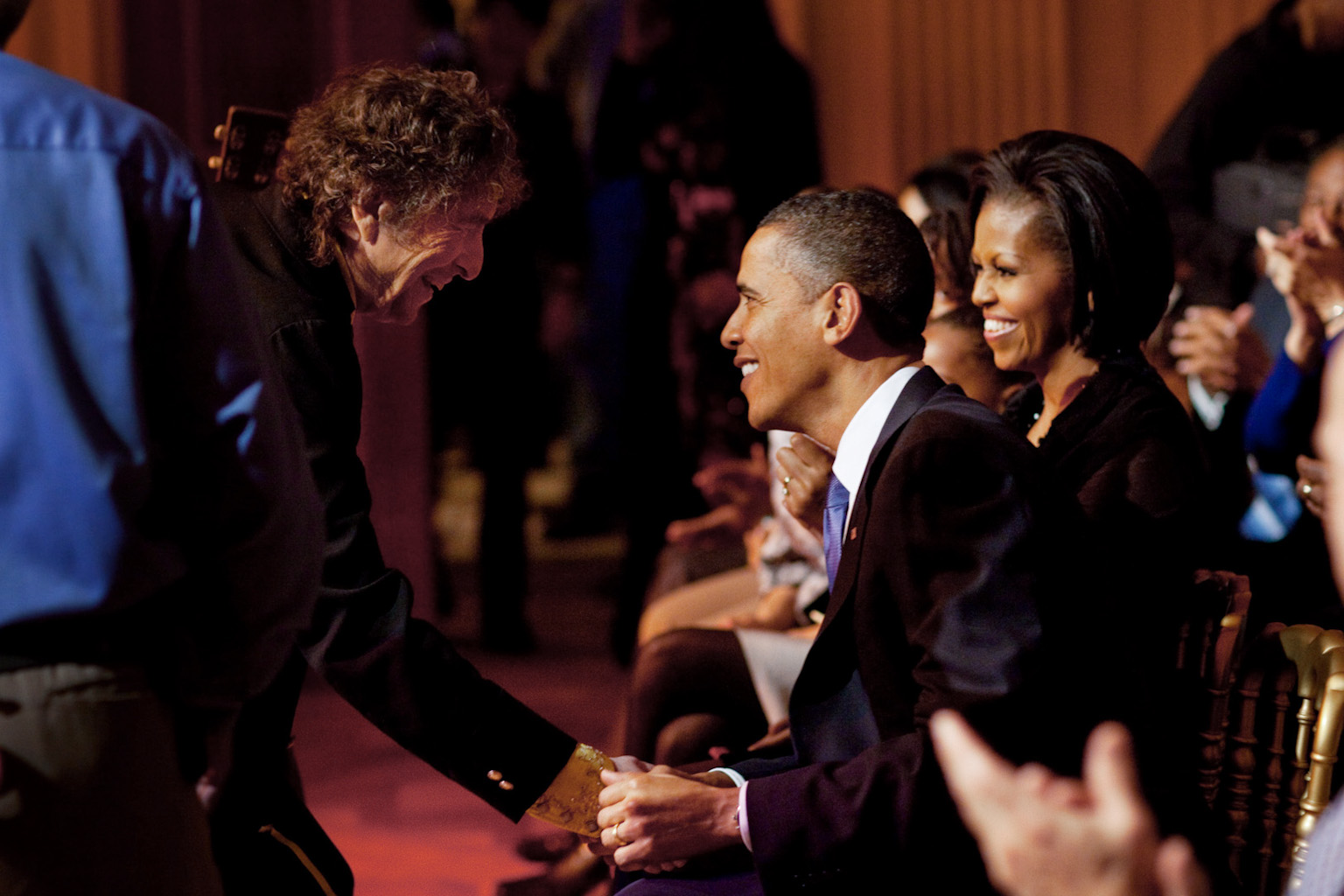
Dylan a Obamovi po koncertě v Bílém domě

4. října 2011 Dylanova nahrávací společnost Egyptian Records vydala album dosud neslyšených písní Hanka Williamse, The Lost Notebooks of Hank Williams. Dylan pomáhal s organizací projektu. Některé písně, které nebyly v roce 1953, kdy Williams zemřel, hotové, byly dokončeny a nahrány různými umělci, mezi které patří sám Dylan, jeho syn Jakob Dylan, Levon Helm, Norah Jones, Jack White a další.
10. prosince 2011 Amnesty International při příležitosti Mezinárodního dne lidských práv oznámila, že se v lednu 2012 chystá vydat čtyřcédéčkový set jménem Chimes of Freedom: Songs of Bob Dylan Honoring 50 Years of Amnesty International k 50. výročí vzniku této mezinárodní organizace bojující za lidská práva. Album obsahuje 76 nově nahraných cover verzí Dylanových písní a přispělo na něj více než 80 umělců. Na albu se nachází „Don't Think Twice, It's All Right“ v podání zpěvačky Keshy a Kronos Quartet, „Corrina Corrina“ v podání Peta Townshenda, „Property of Jesus“ v podání Sinéad O'Connor nebo „Tryin' to Get to Heaven“ v podání Lucindy Williamsové. Čtyřcédéčkový set Chimes of Freedom se uvedl v žebříčku Nielsen SoundScan na 11. a zároveň 39. místě, protože ho Starbucks vydalo i jako dvoucédéčkovou verzi.
29. května 2012 prezident Obama v Bílém domě ocenil Dylana Prezidentskou medailí svobody. Při ceremonii Obama vyzdvihl Dylanův hlas pro jeho „jedinečnou chraplavou sílu, která redefinovala nejen to, jak hudba zněla, ale i poselství, které nesla a jak ovlivňovala lidi.“
11. září 2012 vydal Dylan své 35. studiové album s názvem Tempest. Na albu můžeme najít poctu Johnu Lennonovi „Roll On John“ a titulní 14minutovou píseň o potopení Titanicu. Když Neil McCormick album představoval, do The Daily Telegraph napsal, že „největší trubadúr populární hudby je pořád stejně geniální a ohromující.“ McCormick ještě dodal, že ho „ohromila šílená energie alba. V 71 letech se Dylan pořád vydává do podivných nových vod, než aby se vracel do minulosti.“
Will Hermes, který recenzoval Tempest pro časopis Rolling Stone, dal albu pět hvězd z pěti a napsal: „Pokud jde o lyriku, Dylan je na vrcholu sil, vtipkuje, hraje si slovy a alegoriemi, které vylučuje povrchní čtení, a cituje jiné lidi jako freestylový rapper v ráži.“ Hermes Tempest nazval „jedním z Dylanových nejzvláštnějších alb“ a zmínil, že „možná jde o nejtemnější desku v Dylanově diskografii.“ Alexis Petridis v The Guardian kritizoval toto vyzdvihování alba a poznamenal, že „hudba je pořád stejný guláš krásně zahraného blues, rockabilly, folku a country jako každé Dylanovo album za posledních 12 let. Stylů, které můžete označit za předrockové, nebo možná trefněji před-Dylanové.“ Petridis argumentoval: „Zdá se, že se Dylan rozhodl dát sbohem hraní popmusic, kterou hrál v době, než změnil popmusic k lepšímu. Jako kdyby raději zapomněl, že tak dřív učinil.“ Web sumarizující kritiky Metacritic dal albu 83 ze 100, což ukazuje na „všeobecnou chválu“.

### Nobelova cena za literaturu 2016
Švédská akademie udělila Bobu Dylanovi Nobelovu cenu za literaturu za vytvoření nové formy básnického vyjádření. Je to poprvé, kdy cenu získal textař a interpret. Dylan ale předtím získal jako první hudebník v historii také Pulitzerovu cenu, a kromě toho 11 cen Grammy, filmového Oscara a Zlatý globus.

## Rodina
Dylan se 22. listopadu 1965 oženil se Sarou Lowndsovou, Jejich první dítě, Jesse Byron Dylan, se narodilo 6. ledna 1966 a potom měli ještě další tři děti: Annu Leu (narozena 11. července 1967), Samuela Isaaca Abrahama (narozen 30. července 1968) a Jakoba Luka (narozen 9. prosince 1969). Dylan zároveň adoptoval Sařinu dceru z předchozího manželství, Marii Lowndsovou (později Dylanovou, narozena 21. října 1961). Maria si v roce 1988 vzala hudebníka Petera Himmelmana. V roce 1990 se Dylanův syn Jakob velmi proslavil jako vedoucí zpěvák skupiny The Wallflowers. Jesse Dylan je filmový režisér a úspěšný podnikatel. Bob a Sara Dylanovi se rozvedli 29. června 1977.
V červnu 1986 se Dylan oženil se svou dlouholetou doprovodnou zpěvačkou Carolyn Dennisovou (v branži známá jako Carol Dennis). Jejich dcera Desiree Gabrielle Dennis-Dylanová se narodila 31. ledna 1986. Pár se rozvedl v říjnu 1992. Jejich manželství a dítě bylo pečlivě střeženým tajemstvím až do vydání Dylanovy biografie od Howarda Sounese Down the Highway: The Life Of Bob Dylan (Down the Highway: Život Boba Dylana) v roce 2001. Pokud není na turné, žije Dylan v Malibu v Kalifornii. K roku 2011 má Bob Dylan šest dětí (pět biologických a jedno adoptované) a jedenáct vnoučat.

## Dylanův odkaz
Bob Dylan je jednou z nejvlivnějších postav 20. století, hudebně i kulturně. Time Magazine ho zařadil mezi 100 nejvýznamnějších lidí století a nazval ho „básnickým mistrem, kousavým a nebojácným sociálním kritikem, vedoucím duchem generace kontrakultury.“ Prezident Barack Obama o Dylanovi v roce 2012 řekl, „že v dějinách americké hudby není většího giganta“. Životopisec Howard Sounes ho zařadil do nejprominentnější společnosti, když řekl: „Jsou velké figury umění, které jsou nadpozemsky úžasné – Mozart, Picasso, Frank Lloyd Wright, Shakespeare, Dickens. Dylan se řadí po bok těchto umělců.“ Colin Larkin Dylana zařadil na druhé místo svého žebříčku „Top 50 umělců všech dob“, který byl založen na kumulativním hlasování pro alba, která se objevila v Larkinově seznamu „Nejlepších 1000 alb všech dob“.
Počátkem 60. let Dylan, který svůj styl psaní formoval podle písní Woodyho Guthrieho a učil se od bluesmana Roberta Johnsona, přinesl do folkové hudby sofistikované lyrické techniky. Vštěpil jí „intelektualitu klasické literatury a poezie“. Paul Simon tvrdí, že Dylanovy první skladby doslova převzaly folkový žánr: „(Dylanovy) první písně oplývaly … silnými melodiemi. ‚Blowin' in the Wind‘ byla velmi silná melodie. Díky folkovému pozadí tak vyrostl, že ho na chvíli pozřel. Jednu dobu definoval žánr.“
Po Dylanově přechodu od akustické hudby k elektrickému doprovodu byla jeho hudba ještě komplexnější. Pro mnoho kritiků je největším Dylanovým úspěchem kulturní syntéza ilustrovaná trilogií alb z poloviny 60. let – Bringing It All Back Home, Highway 61 Revisited a Blonde on Blonde. Slovy Mika Marquseeho: „Mezi roky 1964 a létem 1966 Dylan vytvořil dílo, které zůstane jedinečné. Čerpal z folku, blues, country R&B, rokenrolu, gospelu, britského beatu, symbolismu, modernismu a beatové poezie, surrealismu a dada, propaguje žargon a sociální komentář, čerpá z Felliniho i časopisu Mad. Zformoval soudržný a originální umělecký hlas a vizi. Krásná je na těchto albech jejich síla šokovat i konejšit.“
Jedním z odkazů jeho verbální důmyslnosti byla rostoucí pozornost literárních kritiků k jeho textům. Profesor Christopher Ricks vydal 500stránkovou analýzu Dylanovy práce, dal ho do kontextu autorů jako Eliot, Keats nebo Tennyson a prohlásil, že Dylan je básník, který si zaslouží stejně podrobnou a pečlivou analýzu. Bývalý britský dvorní básník Sir Andrew Motion tvrdil, že by se o Dylanových textech mělo učit na školách. Od roku 1996 akademici lobbují u Švédské akademie za ocenění Dylana Nobelovou cenou za literaturu.
Dylanův hlas byl v mnoha směrech stejně znepokojivý jako jeho texty. Kritik New York Times Robert Shelton Dylanův raný hlas popsal jako „zchátralý hlas připomínající Guthrieho stará vystoupení, který se zaryl do štěrku stejně jako hlas Davea Van Ronka. David Bowie ve své písni „Song for Bob Dylan“, kterou mu vzdal hold, popsal Dylanův zpěv jako „hlas jako písek a lepidlo“. Dylanův hlas se vyvíjel, jak začal spolupracovat s rokenrolovými doprovodnými skupinami. Kritik Michael Gray popsal zvuk Dylanova hlasu v jeho hitovém singlu „Like a Rolling Stone“ jako „rázem mladý a posměšně cynický“. Když začal Dylanův hlas během 80. let stárnout, pro některé kritiky se stal expresivnějším. Christophe Lebold napsal do žurnálu Oral Tradition: „Dylanův současný zlomený hlas mu dovoluje představit svůj pohled na svět pomocí zvukového povrchu písní – jeho hlas nás pronáší krajinou rozpadlého, zničeného světa. Anatomie zničeného světa v „Everything is Broken“ (z alba Oh Mercy) není nic jiného než příklad toho, jak je starost o všechny zničené věci vštípena do konkrétní zvukové reality.
Dylanův vliv je znát ve více hudebních žánrech. Jak poznamenala Edna Gundersen v USA Today: „Dylanovo hudební DNA prostoupilo od roku 1962 téměř každým záhybem popu.“ Mnoho hudebníků potvrdilo, že je ovlivnil Dylan. Například Joe Strummer Dylana vyzdvihoval jako člověka, který „vytvořil šablonu pro lyriku, melodii, vážnost, duchovnost, hloubku rockové hudby.“ I jiní důležití hudebníci jako John Lennon, Paul McCartney, Pete Townshend, Neil Young, Bruce Springsteen, David Bowie, Bryan Ferry, Nick Cave, Patti Smith, Syd Barrett, Cat Stevens, Joni Mitchell nebo Tom Waits uznali Dylanovu důležitost. Ještě názorněji je to vidět u skupin The Byrds a The Band, dvou kapel působících ve stejné době, které samy měly jistou měrou vliv na populární hudbu a které hodně vděčí Dylanovi za svůj počáteční úspěch: The Byrds díky hitu „Mr. Tambourine Man“ a následujícímu albu a The Band díky spolupráci na turné v roce 1966, díky jejich útočišti ve sklepě ve Woodstocku a jejich debutovému albu, na kterém se objevily tři dosud nevydané Dylanovy písně. Dylanův odkaz ale bývá v populární kultuře inspirací pro popové hvězdy dodnes - cover Dylanových písní nazpívala řada dnešních hvězd, jako například Adele, Miley Cyrus, Ed Sheeran, The Passenger, nebo raper Post Malone, který má dokonce Dylanovu podobiznu vytetovanou na paži.
Někteří kritici nesouhlasí s tím, aby se na Dylana pohlíželo jako na vizionářskou postavu populární hudby. Nik Cohn ve své knize Awopbopaloobop Alopbamboom namítá: „Nemůžu přijmout pohled na Dylana jako na věštce, jako na dospívajícího mesiáše, jako na cokoliv, za co je uctíván. Já v něm vidím ne až tak talentovaného člověka s obrovským darem pro sebepropagaci.“ Australský kritik Jack Marx připisuje Dylanovi změnu stylizace rockové hvězdy: „Nedá se popřít, že Dylan vynalezl arogantní, falešně intelektuální pózu, která od té doby v rocku převládá, a všichni od Micka Jaggera po Eminema se učí z Dylanovy příručky.“ Joni Mitchell v rozhovoru z roku 2010 v Los Angeles Times popsala Dylana jako „plagiátora“ a jeho hlas jako „podvod“, když reagovala na poznámku, že jsou si podobní, protože si oba nechali změnit jména. Její komentář vedl k diskuzi o Dylanově využívání cizího materiálu, která vyvolala podpůrné i kritické hlasy.
Pokud se na Dylanův odkaz v 60. letech dívalo jako na závan intelektuálních ambicí do populární hudby, teď, když překročil 70 let, je popisován jako figura, která významně pozvedla folkovou kulturu, ze které původně vzešel. J. Hoberman napsal do The Village Voice: „I kdyby se Elvis nikdy nenarodil, rokenrol by určitě světu přinesl někdo jiný. Nic takového se nedá říci o Bobu Dylanovi. Nikde není psáno, že by z Hibbingu v Minnesotě měl vzejít rádoby-Elvis, který se po folkovém obrození Greenwich Village stane světově prvním a největším rokenrolovým beatnickým bardem a pak – poté, co dosáhne slávy a uznání, které se ani nedá popsat – se vypaří ve světě folkové tradice, kterou si sám vytvořil.“

## Zajímavosti
Podle deníku New York Post Bob Dylan občas hraje na kytaru a zpívá ve školce, kterou navštěvuje jeho pětiletý vnuk. Rodiče dětí se o tom doslechli poté, co jejich děti vyprávěly o podivínském kytaristovi, který jim zpívá hrůzostrašné písničky.
V roce 2014 vydal francouzský producent Alain Weber album From Another World: A Tribute to Bob Dylan, na kterém zpívají Dylanovy písně soubory a sólisté z nejrůznějších kulturních a etnických prostředí celého světa (Aboriginci, Alžír, Bengálci, Bhútán, maďarský romský lidový soubor, makedonský romský orchestr Kočani Orkestar, kubánský kytarista Eliades Ochoa, Tchaj-wan). Texty písní jsou přeloženy a zpívány v jazyce hudebníků.

## Diskografie
Studiová alba:
- Bob Dylan (1962)
- The Freewheelin' Bob Dylan (1963)
- The Times They Are a-Changin' (1964)
- Another Side of Bob Dylan (1964)
- Bringing It All Back Home (1965)
- Highway 61 Revisited (1965)
- Blonde on Blonde (1966)
- John Wesley Harding (1967)
- Nashville Skyline (1969)
- Self Portrait (1970)
- New Morning (1970)
- Pat Garrett & Billy the Kid (1973)
- Dylan (1973)
- Planet Waves (1974)
- Blood on the Tracks (1975)
- The Basement Tapes (1975)
- Desire (1975)
- Street-Legal (1978)
- Slow Train Coming (1979)
- Saved (1980)
- Shot of Love (1981)
- Infidels (1983)
- Empire Burlesque (1985)
- Knocked Out Loaded (1986)
- Down in the Groove (1988)
- Oh Mercy (1989)
- Under the Red Sky (1990)
- Good as I Been to You (1992)
- World Gone Wrong (1993)
- Time Out of Mind (1997)
- "Love and Theft" (2001)
- Modern Times (2006)
- Together Through Life (2009)
- Christmas in the Heart (2009)
- Tempest (2012)
- Shadows in the Night (2015)
- Fallen Angels (2016)
- Triplicate (2017)
- Rough and Rowdy Ways (2020)
- Shadow Kingdom (2023)

## Filmografie

### Hlavní role
- Dont Look Back (1967)
- Eat the Document (1969)
- Renaldo and Clara (1978)
- Masked & Anonymous (2003)
- No Direction Home (2005)

### Vedlejší role
- Pat Garrett & Billy the Kid (1973)
- Hearts Of Fire (1987)
- Backtrack movie|Backtrack aka „Catchfire“ (1990)
- Paradise Cove (1999)
- Masked and Anonymous (2003)

### Hudební filmy, koncerty
- Festival movie (1967)
- The Concert For Bangladesh (1972)
- The Last Waltz (1978)
- Hard To Handle (1986)
- The 30th Anniversary Concert Celebration (1993)
- MTV Unplugged (1995)

## Knihy
- Tarantula: Poems (1971, Tarantule), Macmillan, ISBN 0261633376.
- Writings and Drawings by Bob Dylan (1972), Jonathan Cape. ISBN 0-224-00867-6.
- Lyrics: 1962–1985 (1985), Knopf, ISBN 978-0394542782.
- Chronicles: Volume One (2004), Simon & Schuster, ISBN 0-7432-2815-4.
- Lyrics: 1962–2001 (2004), Simon & Schuster, ISBN 0-7432-3944X.
- Lyrics: Since 1962 (2014), Simon & Schuster. ISBN 978-1476797700, přípravili Christopher Ricks, Lisa Nemrow a Julie Nemrow.[289]

## Česká vydání
- Tarantule: básně, Argo, Praha 1997, přeložil Jiří Popel.
- Lyrics/Texty 1962–2001, Kalich, Praha 2005, přeložili Gita Zbavitelová a Michal Bystrov.
- Kroniky. Díl první, Argo, Praha 2005, přeložil Jiří Popel.
  - Pro Český rozhlas upraveno jako 14dílná četba na pokračování, přeložil Jiří Popel, pro rozhlas upravil Michal Plzák, v režii Vlada Ruska četl Igor Bareš.[290]
- Dylan: 100 písní a fotografií, Volvox Globator, Praha 2010, sestavil Chris Charlesworth, text Peter Doggett, přeložila Gita Zbavitelová.